# Liste der Baudenkmäler in Detmold-Kernstadt
Die Liste der Baudenkmäler in Detmold-Kernstadt enthält die denkmalgeschützten Bauwerke auf dem Gebiet von Detmold-Kernstadt in Nordrhein-Westfalen (Stand: September 2024). Diese Baudenkmäler sind in der Denkmalliste der Stadt Detmold eingetragen; Grundlage für die Aufnahme ist das Denkmalschutzgesetz Nordrhein-Westfalen (DSchG NRW).
| Bild                                                                                          | Bezeichnung | Lage | Beschreibung | Bauzeit                                                        | Eingetragen seit                                                             | Denkmal- nummer |
| --------------------------------------------------------------------------------------------- | --- | --- | --- | -------------------------------------------------------------- | ---------------------------------------------------------------------------- | --------------- |
| weitere Bilder                                                                                | Fürstliches Residenzschloß und Nebenanlagen | Detmold-Nord Schlossplatz 1 Karte                                                                         | |                                                                | 22. Dezember 1982                                                            | 001             |
| Fachwerkhaus                                                                                  | Fachwerkhaus | Detmold-Nord Exterstraße 8 Karte                                                                          | |                                                                | 22. Dezember 1982                                                            | 002             |
| weitere Bilder                                                                                | Mühlenanlage | Detmold-Süd Neustadt 31 Karte                                                                             | |                                                                | 22. Dezember 1982                                                            | 003             |
| Wohnhaus                                                                                      | Wohnhaus | Detmold-Nord Woldemarstraße 12 Karte                                                                      | |                                                                | 22. Dezember 1982                                                            | 004             |
| Fachwerkhaus                                                                                  | Fachwerkhaus | Detmold-Nord Meierstraße 11 Karte                                                                         | |                                                                | 22. Dezember 1982                                                            | 005             |
| weitere Bilder                                                                                | Fachwerkhaus, ehemalige Synagoge | Detmold-Nord Exterstraße 8A Karte                                                                         | |                                                                | 22. Dezember 1982                                                            | 006             |
| weitere Bilder                                                                                | Lippische Landesbibliothek (ehemaliges Prinzenpalais)                                                                                               | Detmold-Süd Hornsche Straße 41 Karte                                                                      | | 1842/43                                                        | 7. Januar 1983                                                               | 007             |
| weitere Bilder                                                                                | Fürstliches Mausoleum (Ehemalige Grotte) | Detmold-Süd Paderborner Straße (Mausoleum) Karte                                                          | | 1850                                                           | 7. Januar 1983                                                               | 008             |
| Wohnhaus                                                                                      | Wohnhaus | Detmold-Nord Auguststraße 9 Karte                                                                         | |                                                                | 17. Januar 1983                                                              | 009             |
| Klassizistisches Wohnhaus                                                                     | Klassizistisches Wohnhaus | Detmold-Nord Rosental 15 Karte                                                                            | |                                                                | 24. März 1983                                                                | 012             |
| Klassizistisches Wohnhaus                                                                     | Klassizistisches Wohnhaus | Detmold-Nord Rosental 3 Karte                                                                             | |                                                                | 24. März 1983                                                                | 013             |
| Reihenwohnhaus in der barocken Neustadt                                                       | Reihenwohnhaus in der barocken Neustadt | Detmold-Süd Neustadt 8 Karte                                                                              | |                                                                | 24. März 1983                                                                | 014             |
| weitere Bilder                                                                                | Christus-Kirche | Detmold-Süd Kaiser-Wilhelm-Platz Karte                                                                    | | 1905/06                                                        | 24. März 1983                                                                | 015             |
| Evangelisch-lutherisches Pfarrhaus                                                            | Evangelisch-lutherisches Pfarrhaus | Detmold-Nord Schülerstraße 14 Karte                                                                       | |                                                                | 24. März 1983                                                                | 016             |
| weitere Bilder                                                                                | ehemaliges Neues Palais (heute Hochschule für Musik)                                                                                                | Detmold-Süd Neustadt 22 Karte                                                                             | |                                                                | 24. März 1983                                                                | 017             |
| ehemaliges Gärtnerhaus                                                                        | ehemaliges Gärtnerhaus | Detmold-Süd Neustadt 22A Karte                                                                            | |                                                                | 8. April 1983                                                                | 018             |
| weitere Bilder                                                                                | Bergkeller-Portal (im Palaisgarten) | Detmold-Süd Neustadt (Bergkeller-Portal) Karte                                                            | |                                                                | 8. April 1983                                                                | 019             |
| ehemalige fürstliche Forstdirektion                                                           | ehemalige fürstliche Forstdirektion | Detmold-Nord Hornsche Straße 44 Karte                                                                     | |                                                                | 8. April 1983                                                                | 020             |
| Turbinenhaus                                                                                  | Turbinenhaus | Detmold-Süd Neustadt (Turbinenhaus) Karte                                                                 | |                                                                | 8. April 1983                                                                | 021             |
| Wohnhaus                                                                                      | Wohnhaus | Detmold-Süd Gartenstraße 5 Karte                                                                          | |                                                                | 6. Mai 1983                                                                  | 022             |
| Fachwerkhaus                                                                                  | Fachwerkhaus | Detmold-Süd Hornsche Straße 25 Karte                                                                      | |                                                                | 11. Mai 1983                                                                 | 023             |
| Fachwerkhaus an der Stadtmauer                                                                | Fachwerkhaus an der Stadtmauer | Detmold-Nord Adolfstraße 19 Karte                                                                         | |                                                                | 11. Mai 1983                                                                 | 024             |
| Fachwerkhaus an der Stadtmauer                                                                | Fachwerkhaus an der Stadtmauer | Detmold-Nord Adolfstraße 21 Karte                                                                         | |                                                                | 11. Mai 1983                                                                 | 025             |
| Fachwerkhaus                                                                                  | Fachwerkhaus | Detmold-Nord Lange Straße 32 Karte                                                                        | |                                                                | 11. Mai 1983                                                                 | 026             |
| Wohn- und Geschäftshaus                                                                       | Wohn- und Geschäftshaus | Detmold-Nord Krumme Straße 18 Karte                                                                       | |                                                                | 22. Dezember 1982                                                            | 027             |
| weitere Bilder                                                                                | Geburtshaus des Dichters Christian Dietrich Grabbe                                                                                                  | Detmold-Nord Bruchstraße 27 Karte                                                                         | | 1752–1754                                                      | 5. September 1983                                                            | 028             |
| weitere Bilder                                                                                | ehemaliges von Meysenbugsches Palais | Detmold-Süd Hornsche Straße 29 Karte                                                                      | |                                                                | 2. Dezember 1983                                                             | 029             |
| Fachwerkhaus                                                                                  | Fachwerkhaus | Detmold-Süd Hornsche Straße 31 Karte                                                                      | |                                                                | 2. Dezember 1983                                                             | 030             |
| rückwärtige Fassade des Pforthauses zum Augustinerkanonissen-Kloster                          | rückwärtige Fassade des Pforthauses zum Augustinerkanonissen-Kloster                                                                                | Detmold-Nord Schülerstraße 25 Karte                                                                       | |                                                                | 2. Dezember 1983                                                             | 031             |
| Wohn- und Geschäftshaus, ehemalige Buchhandlung                                               | Wohn- und Geschäftshaus, ehemalige Buchhandlung | Detmold-Nord Leopoldstraße 3 Karte                                                                        | |                                                                | 14. Dezember 1983                                                            | 032             |
| Stadtbibliothek, ehemaliges Gymnasium                                                         | Stadtbibliothek, ehemaliges Gymnasium | Detmold-Nord Leopoldstraße 5 Karte                                                                        | |                                                                | 13. Dezember 1983                                                            | 033             |
| Spätklassizistisches Wohnhaus, Fassade und Dachkörper                                         | Spätklassizistisches Wohnhaus, Fassade und Dachkörper                                                                                               | Detmold-Süd Allee 3 Karte                                                                                 | |                                                                | 21. Dezember 1983                                                            | 034             |
| Bürgerliche Vorstadtvilla                                                                     | Bürgerliche Vorstadtvilla | Detmold-Nord Freiligrathstraße 5 Karte                                                                    | |                                                                | 21. Dezember 1983                                                            | 035             |
| klassizistisches Reihenwohnhaus                                                               | klassizistisches Reihenwohnhaus | Detmold-Nord Exterstraße 20 Karte                                                                         | |                                                                | 21. Dezember 1983                                                            | 037             |
| weitere Bilder                                                                                | Steinernes Giebelhaus mit Renaissance-Fassade | Detmold-Nord Lange Straße 14 Karte                                                                        | |                                                                | 27. Februar 1984                                                             | 038             |
| Fachwerkhaus                                                                                  | Fachwerkhaus | Detmold-Nord Auguststraße 14 Karte                                                                        | |                                                                | 23. März 1984                                                                | 039             |
| Klassizistisches Wohnhaus                                                                     | Klassizistisches Wohnhaus | Detmold-Süd Allee 5 Karte                                                                                 | |                                                                | 23. März 1984                                                                | 040             |
| Kleinhandwerkhaus                                                                             | Kleinhandwerkhaus | Detmold-Nord Auguststraße 16 Karte                                                                        | |                                                                | 23. März 1984                                                                | 041             |
| Gasthof                                                                                       | Gasthof | Detmold-Nord Grabbestraße 4 Karte                                                                         | |                                                                | 13. März 1984                                                                | 043             |
| Neugotischer Villenbau                                                                        | Neugotischer Villenbau | Detmold-Nord Freiligrathstraße 3 Karte                                                                    | |                                                                | 23. März 1984                                                                | 044             |
| Fachwerkhaus                                                                                  | Fachwerkhaus | Detmold-Nord Meierstraße 9 Karte                                                                          | |                                                                | 23. März 1984                                                                | 045             |
| traufenständige Fachwerkhaushälfte                                                            | traufenständige Fachwerkhaushälfte | Detmold-Nord Schülerstraße 43 Karte                                                                       | |                                                                | 23. März 1984                                                                | 049             |
| Fachwerkgiebelhaus                                                                            | Fachwerkgiebelhaus | Detmold-Nord Schülerstraße 11 Karte                                                                       | |                                                                | 30. März 1984                                                                | 050             |
| ehemaliges Offiziantenhaus - heutiges Ferdinand-Brune-Haus                                    | ehemaliges Offiziantenhaus - heutiges Ferdinand-Brune-Haus                                                                                          | Detmold-Nord Rosental 21 Karte                                                                            | |                                                                | 30. März 1984                                                                | 051             |
| traufenständige Fachwerkhaushälfte                                                            | traufenständige Fachwerkhaushälfte | Detmold-Nord Schülerstraße 41 Karte                                                                       | |                                                                | 30. März 1984                                                                | 052             |
| Villenbau                                                                                     | Villenbau | Detmold-Süd Gartenstraße 20 Karte                                                                         | |                                                                | 30. März 1984                                                                | 053             |
| weitere Bilder                                                                                | ehemalige Generalsuperintendentur | Detmold-Nord Bruchstraße 2 Karte                                                                          | |                                                                | 30. März 1984                                                                | 054             |
| traufenständiges Fachwerkhaus an der Stadtmauer                                               | traufenständiges Fachwerkhaus an der Stadtmauer | Detmold-Nord Auguststraße 7 Karte                                                                         | |                                                                | 30. März 1984                                                                | 055             |
| hohes Fachwerkgiebelhaus auf massivem Saalbau                                                 | hohes Fachwerkgiebelhaus auf massivem Saalbau | Detmold-Nord Exterstraße 15 Karte                                                                         | |                                                                | 30. März 1984                                                                | 056             |
| Fachwerktraufenhaus                                                                           | Fachwerktraufenhaus | Detmold-Süd Hornsche Straße 27 Karte                                                                      | |                                                                | 30. März 1984                                                                | 057             |
| villenartiges Wohnhaus                                                                        | villenartiges Wohnhaus | Detmold-Süd Gartenstraße 11 Karte                                                                         | |                                                                | 30. März 1984                                                                | 058             |
| Fachwerkgiebelhaus mit Weserrenaissanceschnitzereien                                          | Fachwerkgiebelhaus mit Weserrenaissanceschnitzereien                                                                                                | Detmold-Nord Krumme Straße 40 Karte                                                                       | |                                                                | 30. März 1984                                                                | 059             |
| Klassizistisches Fachwerktraufenhaus                                                          | Klassizistisches Fachwerktraufenhaus | Detmold-Süd Hornsche Straße 15 Karte                                                                      | |                                                                | 10. April 1984                                                               | 060             |
| weitere Bilder                                                                                | Gebäude des Landgerichts | Detmold-Süd Paulinenstraße 46 Karte                                                                       | |                                                                | 28. August 1984                                                              | 061             |
| weitere Bilder                                                                                | Landgericht Detmold, ehemaliger Fürstlich Lippischer Landtag                                                                                        | Detmold-Süd Heinrich-Drake-Straße (ehemaliges Landtagsgebäude) Karte                                      | |                                                                | 28. August 1984                                                              | 062             |
| weitere Bilder                                                                                | Gebäude der Staatsanwaltschaft, ehemalige Fürstlich Lippische Landesspar- und Leihkasse                                                             | Detmold-Süd Heinrich-Drake-Straße 1 Karte                                                                 | |                                                                | 28. August 1984                                                              | 063             |
| Gebäude des Amtsgerichts, ehemalige Fürstlich Lippische Regierung                             | Gebäude des Amtsgerichts, ehemalige Fürstlich Lippische Regierung                                                                                   | Detmold-Süd Heinrich-Drake-Straße 3 Karte                                                                 | |                                                                | 28. August 1984                                                              | 064             |
| weitere Bilder                                                                                | ehemalige Paulinenschule, heute Justiz | Detmold-Nord Gerichtsstraße 6 Karte                                                                       | |                                                                | 28. August 1984                                                              | 065             |
| weitere Bilder                                                                                | Palaisgarten | Detmold-Süd Neustadt (Palaisgarten) Karte                                                                 | |                                                                | 28. August 1984                                                              | 066             |
| Wohn- u. Geschäftshaus mit Rückgebäude                                                        | Wohn- u. Geschäftshaus mit Rückgebäude | Detmold-Nord Lange Straße 69 Karte                                                                        | | 1808–1811                                                      | 21. Dezember 1984                                                            | 067             |
| Reihenwohnhaus                                                                                | Reihenwohnhaus | Detmold-Süd Gartenstraße 10 Karte                                                                         | |                                                                | 21. Dezember 1984                                                            | 068             |
| Klassizistisches Wohnhaus mit Remise und Zaun                                                 | Klassizistisches Wohnhaus mit Remise und Zaun | Detmold-Süd Allee 9 Karte                                                                                 | |                                                                | 21. Dezember 1984                                                            | 069             |
| Reihenwohnhaus in der barocken Neustadt                                                       | Reihenwohnhaus in der barocken Neustadt | Detmold-Süd Neustadt 2 Karte                                                                              | |                                                                | 21. Dezember 1984                                                            | 070             |
| Massives Wohnhaus                                                                             | Massives Wohnhaus | Detmold-Nord Grabbestraße 3 Karte                                                                         | |                                                                | 21. Dezember 1984                                                            | 071             |
| Massivbau der Gründerzeit                                                                     | Massivbau der Gründerzeit | Detmold-Nord Paulinenstraße 80 Karte                                                                      | |                                                                | 7. Januar 1985                                                               | 072             |
| Wohnhaus Gründerzeit                                                                          | Wohnhaus Gründerzeit | Detmold-Süd Moltkestraße 18 Karte                                                                         | |                                                                | 8. Januar 1985                                                               | 073             |
| Dreiständer-Fachwerkgiebelhaus                                                                | Dreiständer-Fachwerkgiebelhaus | Detmold-Nord Exterstraße 5 Karte                                                                          | |                                                                | 21. Februar 1985                                                             | 076             |
| weitere Bilder                                                                                | Massiver Villenbau | Detmold-Süd Allee 29 Karte                                                                                | |                                                                | 20. März 1985                                                                | 077             |
| weitere Bilder                                                                                | Behördenhaus, heute Arbeitsgericht Detmold und Sozialgericht Detmold                                                                                | Detmold-Nord Richthofenstraße 3 Karte                                                                     | | 1828                                                           | 16. April 1985                                                               | 078             |
| Massives Wohnhaus der Gründerzeit                                                             | Massives Wohnhaus der Gründerzeit | Detmold-Nord Exterstraße 13 Karte                                                                         | |                                                                | 15. Mai 1985                                                                 | 079             |
| 2-geschossiges, traufenständiges Fachwerkhaus                                                 | 2-geschossiges, traufenständiges Fachwerkhaus | Detmold-Nord Unter der Wehme 10 Karte                                                                     | |                                                                | 15. Mai 1985                                                                 | 080             |
| weitere Bilder                                                                                | frühklassizistisches Wohnhaus mit Ausstattung | Detmold-Nord Hornsche Straße 38 Karte                                                                     | Haus Münsterberg | 1840                                                           | 15. Mai 1985                                                                 | 082             |
| Zweigeschossiger massiver Traufenbau des Historismus                                          | Zweigeschossiger massiver Traufenbau des Historismus                                                                                                | Detmold-Nord Paulinenstraße 37 Karte                                                                      | |                                                                | 15. Mai 1985                                                                 | 083             |
| verputztes Fachwerkhaus                                                                       | verputztes Fachwerkhaus | Detmold-Nord Krumme Straße 23 Karte                                                                       | |                                                                | 15. Mai 1985                                                                 | 084             |
| Spätklassizistischer Traufenbau                                                               | Spätklassizistischer Traufenbau | Detmold-Nord Paulinenstraße 33 Karte                                                                      | |                                                                | 15. Mai 1985                                                                 | 086             |
| Wohn- und Geschäftshaus, massiv                                                               | Wohn- und Geschäftshaus, massiv | Detmold-Nord Lange Straße 10 Karte                                                                        | |                                                                | 15. Mai 1985                                                                 | 087             |
| Fachwerkhaus                                                                                  | Fachwerkhaus | Detmold-Nord Adolfstraße 1 Karte                                                                          | |                                                                | 15. Mai 1985                                                                 | 089             |
| weitere Bilder                                                                                | Spieker an der Ameide | Detmold-Nord Ameide 8 Karte                                                                               | | 1781 in Belle (Horn-Bad Meinberg), 1977 nach Detmold umgesetzt | 17. Mai 1985                                                                 | 090             |
| Kornhaus Lippisches Landesmuseum                                                              | Kornhaus Lippisches Landesmuseum | Detmold-Nord Ameide (Kornhaus) Karte                                                                      | | 1695 in Schieder, 1956–58 übertragen nach Detmold              | 15. Mai 1985                                                                 | 091             |
| weitere Bilder                                                                                | Falkenhagener Zehntscheune aus Sabbenhausen (Lippisches Landesmuseum)                                                                               | Detmold-Nord Ameide (Zehntscheune) Karte                                                                  | Gilt als ältester Vierständerbau im Bereich des Landschaftsverbandes Westfalen-Lippe | 1555 errichtet, 1960–62 nach Detmold umgesetzt                 | 17. Mai 1985                                                                 | 092             |
| ehemalige Fürstliche Mittelmühle                                                              | ehemalige Fürstliche Mittelmühle | Detmold-Nord Ameide 2 Karte                                                                               | |                                                                | 17. Mai 1985                                                                 | 093             |
| weitere Bilder                                                                                | Landestheater Detmold | Detmold-Nord Theaterplatz 1 Karte                                                                         | | 1914–1915                                                      | 15. Mai 1985                                                                 | 094             |
| Haus Ameide (Lippisches Landesmuseum)                                                         | Haus Ameide (Lippisches Landesmuseum) | Detmold-Nord Ameide 4 Karte                                                                               | | 1871–72, 1883–84 nach Brand neu ausgebaut                      | 17. Mai 1985                                                                 | 096             |
| weitere Bilder                                                                                | Bruchstein-Villenbau | Detmold-Süd Allee 25 Karte                                                                                | | 1841                                                           | 17. Mai 1985                                                                 | 097             |
| Wohn und Geschäftshaus, massiv                                                                | Wohn und Geschäftshaus, massiv | Detmold-Nord Lange Straße 12 Karte                                                                        | |                                                                | 17. Mai 1985                                                                 | 098             |
| weitere Bilder                                                                                | Grabdenkmäler mit dem Weinbergfriedhof an den Bruchsteinmauern                                                                                      | Detmold-Süd Paulinenstraße 4 Karte                                                                        | |                                                                | 17. Mai 1985                                                                 | 099             |
| Fachwerkgiebelhaus mit Weserrenaissance-Zierschnitzereien                                     | Fachwerkgiebelhaus mit Weserrenaissance-Zierschnitzereien                                                                                           | Detmold-Nord Lange Straße 36 Karte                                                                        | |                                                                | 20. Mai 1985                                                                 | 100             |
| spätklassizistischer Traufenbau                                                               | spätklassizistischer Traufenbau | Detmold-Nord Lange Straße 65 Karte                                                                        | |                                                                | 20. Mai 1985                                                                 | 101             |
| Spätklassizistisches Wohnhaus                                                                 | Spätklassizistisches Wohnhaus | Detmold-Süd Palaisstraße 38 Karte                                                                         | |                                                                | 20. Mai 1985                                                                 | 102             |
| massiver Putzbau des Historismus                                                              | massiver Putzbau des Historismus | Detmold-Nord Paulinenstraße 3 Karte                                                                       | |                                                                | 20. Mai 1985                                                                 | 103             |
| spätklassizistisches Doppelhaus                                                               | spätklassizistisches Doppelhaus | Detmold-Nord Grabbestraße 6 Karte                                                                         | |                                                                | 20. Mai 1985                                                                 | 104             |
| spätklassizistisches Doppelhaus                                                               | spätklassizistisches Doppelhaus | Detmold-Nord Grabbestraße 8 Karte                                                                         | |                                                                | 20. Mai 1985                                                                 | 105             |
| nachklassizistisches Doppelhaus                                                               | nachklassizistisches Doppelhaus | Detmold-Süd Paulinenstraße 42 Karte                                                                       | |                                                                | 20. Mai 1985                                                                 | 106             |
| neugotischer Backsteinbau um 1880                                                             | neugotischer Backsteinbau um 1880 | Detmold-Nord Paulinenstraße 39 Karte                                                                      | |                                                                | 20. Mai 1985                                                                 | 107             |
| traufenständiger Fachwerkbau mit Holzschindelung                                              | traufenständiger Fachwerkbau mit Holzschindelung | Detmold-Nord Behringstraße 31 Karte                                                                       | |                                                                | 20. Mai 1985                                                                 | 108             |
| Massiv-Wohnhaus der Gründerzeit                                                               | Massiv-Wohnhaus der Gründerzeit | Detmold-Süd Moltkestraße 12 Karte                                                                         | | 1895                                                           | 20. Mai 1985                                                                 | 109             |
| Fachwerkgiebelhaus mit Saalbau                                                                | Fachwerkgiebelhaus mit Saalbau | Detmold-Nord Krumme Straße 32 Karte                                                                       | | 1673                                                           | 20. Mai 1985                                                                 | 110             |
| weitere Bilder                                                                                | Fachwerkgiebelhaus | Detmold-Nord Krumme Straße 2 Karte                                                                        | | 1604                                                           | 21. Mai 1985                                                                 | 111             |
| Reihenwohnhaus des Historismus                                                                | Reihenwohnhaus des Historismus | Detmold-Nord Mühlenstraße 21 Karte                                                                        | |                                                                | 21. Mai 1985                                                                 | 112             |
| Hotel Detmolder Hof und rückwärtiger Hofflügelbau                                             | Hotel Detmolder Hof und rückwärtiger Hofflügelbau                                                                                                   | Detmold-Nord Lange Straße 19 Karte                                                                        | |                                                                | 21. Mai 1985                                                                 | 113             |
| Schlichtes Traufenhaus mit Quaderputz                                                         | Schlichtes Traufenhaus mit Quaderputz | Detmold-Nord Lange Straße 33 Karte                                                                        | |                                                                | 21. Mai 1985                                                                 | 114             |
| weitere Bilder                                                                                | Fachwerktraufenhaus mit rückwärtigem Saalbau | Detmold-Nord Exterstraße 7 Karte                                                                          | |                                                                | 21. Mai 1985                                                                 | 116             |
| Reihenwohnhaus in der barocken Neustadt                                                       | Reihenwohnhaus in der barocken Neustadt | Detmold-Süd Neustadt 12 Karte                                                                             | |                                                                | 21. Mai 1985                                                                 | 117             |
| Fachwerkhaus                                                                                  | Fachwerkhaus | Detmold-Nord Adolfstraße 5 Karte                                                                          | |                                                                | 21. Mai 1985                                                                 | 118             |
| Fachwerkgiebelhaus um 1800                                                                    | Fachwerkgiebelhaus um 1800 | Detmold-Nord Schülerstraße 3 Karte                                                                        | |                                                                | 21. Mai 1985                                                                 | 119             |
| Fachwerkgiebelhaus von 1645                                                                   | Fachwerkgiebelhaus von 1645 | Detmold-Nord Krumme Straße 42 Karte                                                                       | |                                                                | 21. Mai 1985                                                                 | 120             |
| Klassizistisches Fachwerkgiebelhaus                                                           | Klassizistisches Fachwerkgiebelhaus | Detmold-Nord Meierstraße 17 Karte                                                                         | |                                                                | 21. Mai 1985                                                                 | 121             |
| Reihenwohnhaus in der barocken Neustadt                                                       | Reihenwohnhaus in der barocken Neustadt | Detmold-Süd Neustadt 4 Karte                                                                              | |                                                                | 22. Mai 1985                                                                 | 122             |
| weitere Bilder                                                                                | Evangelisch-reformierte Erlöserkirche am Markt | Detmold-Nord Marktplatz (Erlöserkirche) Karte                                                             | |                                                                | 22. Mai 1985                                                                 | 125             |
| Fachwerkgiebelhaus                                                                            | Fachwerkgiebelhaus | Detmold-Nord Unter der Wehme 8 Karte                                                                      | |                                                                | 22. Mai 1985                                                                 | 126             |
| massives Giebelhaus                                                                           | massives Giebelhaus | Detmold-Nord Auguststraße 6 Karte                                                                         | |                                                                | 22. Mai 1985                                                                 | 127             |
| Fachwerkhaus                                                                                  | Fachwerkhaus | Detmold-Nord Schülerstraße 33 Karte                                                                       | |                                                                | 22. Mai 1985                                                                 | 130             |
| klassizistisches Wohnhaus                                                                     | klassizistisches Wohnhaus | Detmold-Süd Allee 7 Karte                                                                                 | |                                                                | 4. Juni 1985                                                                 | 131             |
| Wohnhaus                                                                                      | Wohnhaus | Detmold-Süd Palaisstraße 49 Karte                                                                         | |                                                                | 4. Juni 1985                                                                 | 133             |
| Wohnhaus des Historismus mit Jugendstilelementen                                              | Wohnhaus des Historismus mit Jugendstilelementen | Detmold-Süd Emilienstraße 31 Karte                                                                        | |                                                                | 21. August 1985                                                              | 134             |
| Teil einer Dreihauszeile im Neorenaissance-Stil                                               | Teil einer Dreihauszeile im Neorenaissance-Stil | Detmold-Süd Hermannstraße 5 Karte                                                                         | |                                                                | 8. Oktober 1985                                                              | 136             |
| Teil einer Dreihauszeile im Neorenaissance-Stil                                               | Teil einer Dreihauszeile im Neorenaissance-Stil | Detmold-Süd Hermannstraße 5A Karte                                                                        | |                                                                | 8. Oktober 1985                                                              | 138             |
| spätklassizistisches Doppelwohnhaus                                                           | spätklassizistisches Doppelwohnhaus | Detmold-Süd Gerichtsstraße 4 Karte                                                                        | |                                                                | 8. Oktober 1985                                                              | 139             |
| Bruchsteinbau mit Jugendstilfassade                                                           | Bruchsteinbau mit Jugendstilfassade | Detmold-Nord Lagesche Straße 6 Karte                                                                      | |                                                                | 4. November 1985                                                             | 141             |
| 3-geschossiges Fachwerkhaus mit Walmdach                                                      | 3-geschossiges Fachwerkhaus mit Walmdach | Detmold-Nord Krumme Straße 4 Karte                                                                        | |                                                                | 4. November 1985                                                             | 142             |
| ehemaliges städtisches Brauhaus, heute Volkshochschule                                        | ehemaliges städtisches Brauhaus, heute Volkshochschule                                                                                              | Detmold-Nord Krumme Straße 20 Karte                                                                       | |                                                                | 31. Oktober 1985                                                             | 143             |
| Massivbau der Gründerzeit                                                                     | Massivbau der Gründerzeit | Detmold-Nord Paulinenstraße 78 Karte                                                                      | |                                                                | 14. November 1985                                                            | 144             |
| Spätklassizistisches Doppelwohnhaus                                                           | Spätklassizistisches Doppelwohnhaus | Detmold-Süd Gerichtsstraße 2 Karte                                                                        | |                                                                | 14. Januar 1986                                                              | 147             |
| massiver Eckbau einer Reihenhauszeile von 1901                                                | massiver Eckbau einer Reihenhauszeile von 1901 | Detmold-Süd Schubertplatz 1 Karte                                                                         | |                                                                | 21. Januar 1986                                                              | 148             |
| giebelständiges Fachwerkhaus                                                                  | giebelständiges Fachwerkhaus | Detmold-Nord Meierstraße 1 Karte                                                                          | |                                                                | 18. März 1986                                                                | 149             |
| giebelständiges Fachwerkhaus                                                                  | giebelständiges Fachwerkhaus | Detmold-Nord Meierstraße 3 Karte                                                                          | |                                                                | 18. März 1986                                                                | 150             |
| traufenständiges Massivhaus des Historismus                                                   | traufenständiges Massivhaus des Historismus | Detmold-Nord Mühlenstraße 20 Karte                                                                        | |                                                                | 18. März 1986                                                                | 151             |
| Wohn- und Geschäftshaus                                                                       | Wohn- und Geschäftshaus | Detmold-Süd Paulinenstraße 54 Karte                                                                       | Historismus | 19. Jahrhundert                                                | 19. März 1986                                                                | 153             |
| massive Doppelhaushälfte des Historismus                                                      | massive Doppelhaushälfte des Historismus | Detmold-Süd Paulinenstraße 56 Karte                                                                       | |                                                                | 18. März 1986                                                                | 154             |
| Wasserturm                                                                                    | Wasserturm | Detmold-Nord Am Wasserturm Karte                                                                          | | 1912                                                           | 19. März 1986                                                                | 155             |
| Fachwerkhaus mit Auslucht                                                                     | Fachwerkhaus mit Auslucht | Detmold-Nord Krumme Straße 24 Karte                                                                       | | Mitte des 16. Jahrhunderts                                     | 19. März 1986                                                                | 156             |
| Fachwerkhaus auf Stadtmauer                                                                   | Fachwerkhaus auf Stadtmauer | Detmold-Nord Adolfstraße 7 Karte                                                                          | |                                                                | 19. März 1986                                                                | 157             |
| verputzter, 3-geschossiger Fachwerktraufenbau                                                 | verputzter, 3-geschossiger Fachwerktraufenbau | Detmold-Nord Schülerstraße 1 Karte                                                                        | |                                                                | 19. März 1986                                                                | 162             |
| 3-geschossiger Eckbau der Gründerzeit                                                         | 3-geschossiger Eckbau der Gründerzeit | Detmold-Nord Schülerstraße 31 Karte                                                                       | |                                                                | 19. März 1986                                                                | 163             |
| weitere Bilder                                                                                | altes Schulgebäude (heutiges Standesamt) | Detmold-Nord Wall 5 Karte                                                                                 | | 1871 und 1910–11                                               | 18. April 1986                                                               | 167             |
| Wohnhaus                                                                                      | Wohnhaus | Detmold-Nord Lagesche Straße 8 Karte                                                                      | |                                                                | 14. Mai 1986                                                                 | 168             |
| Fachwerkgiebelhaus                                                                            | Fachwerkgiebelhaus | Detmold-Nord Lange Straße 41 Karte                                                                        | |                                                                | 14. Mai 1986                                                                 | 171             |
| massiver Traufenbau in der Wallzone um 1870                                                   | massiver Traufenbau in der Wallzone um 1870 | Detmold-Nord Wall 6 Karte                                                                                 | |                                                                | 15. April 1986                                                               | 172             |
| weitere Bilder                                                                                | Fachwerktraufenhaus | Detmold-Nord Unter der Wehme 5 Karte                                                                      | Geburtshaus von Ferdinand Freiligrath |                                                                | 14. Mai 1986                                                                 | 174             |
| verputztes Fachwerktraufenhaus                                                                | verputztes Fachwerktraufenhaus | Detmold-Nord Lange Straße 76 Karte                                                                        | |                                                                | 17. Juli 1986                                                                | 176             |
| Wohn- und Geschäftshaus                                                                       | Wohn- und Geschäftshaus | Detmold-Süd Moltkestraße 25 Karte                                                                         | |                                                                | 4. August 1986                                                               | 184             |
| neugotischer Villenbau                                                                        | neugotischer Villenbau | Detmold-Süd Gartenstraße 3 Karte                                                                          | |                                                                | 4. August 1986                                                               | 187             |
| Hotel Lippischer Hof                                                                          | Hotel Lippischer Hof | Detmold-Süd Willy-Brandt-Platz 1 Karte                                                                    | |                                                                | 11. August 1986                                                              | 188             |
| klassizistisches Traufenhaus                                                                  | klassizistisches Traufenhaus | Detmold-Nord Leopoldstraße 2 Karte                                                                        | |                                                                | 1. September 1986                                                            | 189             |
| weitere Bilder                                                                                | Evangelisch-lutherische Kirche | Detmold-Nord Schülerstraße 12 Karte                                                                       | | 1896–1898                                                      | 2. Oktober 1986                                                              | 190             |
| Ackerbürgerhaus                                                                               | Ackerbürgerhaus | Detmold-Nord Exterstraße 12 Karte                                                                         | | 1598                                                           | 27. Oktober 1986                                                             | 194             |
| Fachwerkgiebelhaus                                                                            | Fachwerkgiebelhaus | Detmold-Nord Schülerstraße 5 Karte                                                                        | | um 1775                                                        | 27. Oktober 1986                                                             | 195             |
| Gartenhaus und Tor                                                                            | Gartenhaus und Tor | Detmold-Süd Schützenberg (Gartenhaus, Tor) Karte                                                          | | 1746                                                           | 30. Oktober 1986                                                             | 196             |
| Fachwerkgiebelhaus                                                                            | Fachwerkgiebelhaus | Detmold-Nord Krumme Straße 60 Karte                                                                       | | 1580                                                           | 30. Oktober 1986                                                             | 197             |
| 3-geschossiges Fachwerkgiebelhaus                                                             | 3-geschossiges Fachwerkgiebelhaus | Detmold-Nord Lange Straße 34 Karte                                                                        | |                                                                | 30. Oktober 1986                                                             | 198             |
| Spätklassizistischer Villenbau                                                                | Spätklassizistischer Villenbau | Detmold-Süd Hornsche Straße 37 Karte                                                                      | | 1860/61                                                        | 11. Dezember 1986                                                            | 200             |
| weitere Bilder                                                                                | klassizistisches Wohnhaus, ehemaliger Lippischer Landtag                                                                                            | Detmold-Nord Grabenstraße 12 Karte                                                                        | | 1830                                                           | 11. Dezember 1986                                                            | 201             |
| Teil einer Dreihauszeile im Neorenaissance-Stil                                               | Teil einer Dreihauszeile im Neorenaissance-Stil | Detmold-Süd Hermannstraße 5B Karte                                                                        | |                                                                | 11. Dezember 1986                                                            | 203             |
| Fassade der Strate-Brauerei                                                                   | Fassade der Strate-Brauerei | Detmold-Süd Palaisstraße 1 Karte                                                                          | Neugotik | 1863                                                           | 13. Oktober 1987                                                             | 205             |
| Fachwerktraufenbau mit Jugendstilfassade                                                      | Fachwerktraufenbau mit Jugendstilfassade | Detmold-Süd Hornsche Straße 21 Karte                                                                      | |                                                                | 8. Januar 1987                                                               | 206             |
| Brücke über den Knochenbach (Schubertplatz) Bogenbrücke                                       | Brücke über den Knochenbach (Schubertplatz) Bogenbrücke                                                                                             | Detmold-Süd Bielefelder Straße (Brücke) Karte                                                             | |                                                                | 12. Februar 1987                                                             | 207             |
| weitere Bilder                                                                                | Bahnhof Detmold | Detmold-Süd Bahnhofstraße 8 (Bahnhofsgebäude mit Empfangsgebäude und Fürstenzimmer sowie Bahnsteig) Karte | Neugotik | 1880                                                           | 27. Februar 1987                                                             | 208             |
| 3-geschossiges Fachwerktraufenhaus mit Jugendstilfassade                                      | 3-geschossiges Fachwerktraufenhaus mit Jugendstilfassade                                                                                            | Detmold-Süd Hornsche Straße 17 Karte                                                                      | | 1907                                                           | 21. Februar 1987                                                             | 209             |
| nachklassizistisches massives Wohnhaus                                                        | nachklassizistisches massives Wohnhaus | Detmold-Nord Freiligrathstraße 7 Karte                                                                    | |                                                                | 27. Februar 1987                                                             | 210             |
| Neoklassizistisches Wohnhaus                                                                  | Neoklassizistisches Wohnhaus | Detmold-Nord Woldemarstraße 21 Karte                                                                      | | 1913                                                           | 17. März 1987                                                                | 213             |
| Traufenreihenhaus mit Gartenmauer                                                             | Traufenreihenhaus mit Gartenmauer | Detmold-Süd Neustadt 20 Karte                                                                             | |                                                                | 7. April 1987                                                                | 214             |
| Fachwerkgiebelhaus                                                                            | Fachwerkgiebelhaus | Detmold-Nord Lange Straße 49 Karte                                                                        | |                                                                | 30. April 1987                                                               | 215             |
| weitere Bilder                                                                                | Neuer Krug (neben dem Sommertheater) | Detmold-Süd Neustadt 26 Karte                                                                             | |                                                                | 30. April 1987                                                               | 216             |
| Villenbau                                                                                     | Villenbau | Detmold-Süd Palaisstraße 47 Karte                                                                         | |                                                                | 30. April 1987                                                               | 220             |
| Wohnhaus                                                                                      | Wohnhaus | Detmold-Süd Allee 27 Karte                                                                                | |                                                                | 14. Mai 1987                                                                 | 221             |
| Fachwerktraufenhaus                                                                           | Fachwerktraufenhaus | Detmold-Nord Auguststraße 4 Karte                                                                         | |                                                                | 22. April 1987                                                               | 222             |
| Spätklassizistisches Wohnhaus                                                                 | Spätklassizistisches Wohnhaus | Detmold-Nord Woldemarstraße 2 Karte                                                                       | |                                                                | 27. Mai 1987                                                                 | 223             |
| ehemaliges Wohn- und Bürogebäude                                                              | ehemaliges Wohn- und Bürogebäude | Detmold-Süd Elisabethstraße 90 Karte                                                                      | Erbaut 1925 als Wohn- und Bürohaus für die Klöppelspitzenfabrik A. Söhngen, später Arzneimittelgroßhandel F. Reichelt und Discothek 'Hunky Dory'.                                                            |                                                                | 27. Mai 1987                                                                 | 224             |
| ehemalige Steindruckerei                                                                      | ehemalige Steindruckerei | Detmold-Süd Elisabethstraße 60 Karte                                                                      | Erbaut 1905 durch den Detmolder Hofmaurermeister Fritz Baumann für die lithographische Anstalt Schwanemüller und Tracht.                                                                                     | 1905                                                           | 27. Mai 1987                                                                 | 225             |
| historistisches Wohnhaus                                                                      | historistisches Wohnhaus | Detmold-Süd Fürstengartenstraße 14 Karte                                                                  | | 1898                                                           | 3. Juli 1987                                                                 | 228             |
| weitere Bilder                                                                                | Rathaus | Detmold-Nord Marktplatz 5 Karte                                                                           | | 1828–1830                                                      | 7. Juli 1987                                                                 | 229             |
| Wohnhaus                                                                                      | Wohnhaus | Detmold-Süd Elisabethstraße 76 Karte                                                                      | |                                                                | 16. Juli 1987                                                                | 230             |
| historistisches Wohnhaus                                                                      | historistisches Wohnhaus | Detmold-Süd Fürstengartenstraße 11 Karte                                                                  | | 1897                                                           | 30. Juli 1987                                                                | 231             |
| neoklassizistisches Wohnhaus                                                                  | neoklassizistisches Wohnhaus | Detmold-Süd Fürstengartenstraße 17 Karte                                                                  | | 1925                                                           | 30. Juli 1987                                                                | 232             |
| Wohnhaus                                                                                      | Wohnhaus | Detmold-Süd Fürstengartenstraße 19 Karte                                                                  | | 1901                                                           | 30. Juli 1987                                                                | 233             |
| klassizistisches Wohnhaus                                                                     | klassizistisches Wohnhaus | Detmold-Süd Allee 1 Karte                                                                                 | |                                                                | 11. September 1987                                                           | 235             |
| Wohngebäude                                                                                   | Wohngebäude | Detmold-Süd Bielefelder Straße 12 Karte                                                                   | |                                                                | 18. September 1987                                                           | 236             |
| Wohngebäude                                                                                   | Wohngebäude | Detmold-Süd Bielefelder Straße 10 Karte                                                                   | |                                                                | 18. September 1987                                                           | 237             |
| Wohnhaus                                                                                      | Wohnhaus | Detmold-Süd Moltkestraße 14 Karte                                                                         | | 1894                                                           | 18. September 1987                                                           | 238             |
| Fachwerkgiebelhaus                                                                            | Fachwerkgiebelhaus | Detmold-Nord Bruchstraße 9 Karte                                                                          | |                                                                | 19. Oktober 1987                                                             | 239             |
| Wohngebäude                                                                                   | Wohngebäude | Detmold-Süd Bielefelder Straße 8 Karte                                                                    | |                                                                | 19. Oktober 1987                                                             | 241             |
| weitere Bilder                                                                                | Büro-, Wohn- und Lagergebäude einschließlich der Glasfässer in den Kellern (früheres Stammhaus der Firma Sinalco)                                   | Detmold-Süd Bahnhofstraße 3 Karte                                                                         | | 1903                                                           | 19. Oktober 1987                                                             | 242             |
| Fabrikantenvilla und Rimise (früheres Stammhaus der Firma Sinalco)                            | Fabrikantenvilla und Rimise (früheres Stammhaus der Firma Sinalco)                                                                                  | Detmold-Süd Bahnhofstraße 4 Karte                                                                         | |                                                                | 19. Oktober 1987                                                             | 243             |
| Fachwerktraufenhaus                                                                           | Fachwerktraufenhaus | Detmold-Nord Adolfstraße 9 Karte                                                                          | |                                                                | 17. Oktober 1987                                                             | 244             |
| Fachwerktraufenhaus                                                                           | Fachwerktraufenhaus | Detmold-Nord Auguststraße 3 Karte                                                                         | |                                                                | 28. Oktober 1987                                                             | 245             |
| weitere Bilder                                                                                | ehemalige Wurstfabrik Röhr | Detmold-Nord Unter der Wehme 2A Karte                                                                     | Nach einem Entwurf des Architekten D. Bollmann. | 1908                                                           | 19. Januar 1988                                                              | 247             |
| Wohnhaus                                                                                      | Wohnhaus | Detmold-Süd Bülowstraße 13 Karte                                                                          | | 1912                                                           | 19. Januar 1988                                                              | 248             |
| Wohnhaus                                                                                      | Wohnhaus | Detmold-Süd Bülowstraße 18 Karte                                                                          | | 1913                                                           | 19. Januar 1988                                                              | 249             |
| Wohnhaus                                                                                      | Wohnhaus | Detmold-Süd Bülowstraße 21 Karte                                                                          | | 1911                                                           | 19. Januar 1988                                                              | 250             |
| Wohnhaus                                                                                      | Wohnhaus | Detmold-Süd Bülowstraße 23 Karte                                                                          | | 1912                                                           | 19. Januar 1988                                                              | 251             |
| Wohnhaus                                                                                      | Wohnhaus | Detmold-Süd Bülowstraße 26 Karte                                                                          | | 1912                                                           | 19. Januar 1988                                                              | 252             |
| Villenbau mit Hausgärten                                                                      | Villenbau mit Hausgärten | Detmold-Süd Bandelstraße 8+10 Karte                                                                       | |                                                                | 20. Januar 1988                                                              | 253             |
| weitere Bilder                                                                                | Fachwerkhaus, ehemaliges Pfarrhaus | Detmold-Nord Bruchstraße 8 / Ecke Unter der Wehme Karte                                                   | Repräsentativer Fachwerkbau. Stockwerkbau von elf Fachen. Gleich hohes Erd- und Obergeschoss. | 2. Hälfte des 17. Jahrhunderts                                 | 3. Februar 1988                                                              | 258             |
| Villenbau                                                                                     | Villenbau | Detmold-Süd Bandelstraße 7 Karte                                                                          | | 1894                                                           | 3. Februar 1988                                                              | 259             |
| Villenbau mit Nebengebäude von 1888                                                           | Villenbau mit Nebengebäude von 1888 | Detmold-Süd Palaisstraße 39 Karte                                                                         | | 1888                                                           | 3. Februar 1988                                                              | 260             |
| weitere Bilder                                                                                | Donopbrunnen | Detmold-Nord Marktplatz (Donopbrunnen) Karte                                                              | gestiftet von Auguste von Donop; erbaut von Rudolph Hölbe | 1901/1902                                                      | 18. Februar 1988                                                             | 262             |
| verschiefertes, traufständiges Fachwerkhaus                                                   | verschiefertes, traufständiges Fachwerkhaus | Detmold-Nord Schülerstraße 22 Karte                                                                       | |                                                                | 18. Februar 1988                                                             | 263             |
| klassizistischer Traufenbau mit Sandsteinquaderfassade                                        | klassizistischer Traufenbau mit Sandsteinquaderfassade                                                                                              | Detmold-Nord Lange Straße 25 Karte                                                                        | |                                                                | 18. Februar 1988                                                             | 264             |
| weitere Bilder                                                                                | ehem. Freimaurerloge | Detmold-Süd Bielefelder Straße 2 Karte                                                                    | |                                                                | 22. Februar 1988                                                             | 265             |
| weitere Bilder                                                                                | Hauptpost | Detmold-Süd Paulinenstraße 52 Karte                                                                       | | 1890                                                           | 26. Februar 1988                                                             | 266             |
| Traufenreihenhaus                                                                             | Traufenreihenhaus | Detmold-Süd Neustadt 6 Karte                                                                              | |                                                                | 4. März 1988                                                                 | 267             |
| spätklassizistisches Wohnhaus                                                                 | spätklassizistisches Wohnhaus | Detmold-Süd Paulinenstraße 38 Karte                                                                       | |                                                                | 19. April 1988                                                               | 268             |
| Gemeindehaus der Ev.-ref. Kirchengemeinde                                                     | Gemeindehaus der Ev.-ref. Kirchengemeinde | Detmold-Süd Bismarckstraße 23 Karte                                                                       | |                                                                | 18. April 1988                                                               | 269             |
| Wohnhaus                                                                                      | Wohnhaus | Detmold-Süd Alter Postweg 30 Karte                                                                        | |                                                                | 20. April 1988                                                               | 270             |
| Traufenreihenhaus des Barock                                                                  | Traufenreihenhaus des Barock | Detmold-Süd Neustadt 14 Karte                                                                             | |                                                                | 29. April 1988                                                               | 272             |
| Wohnhaus des ausgehenden Biedermeier                                                          | Wohnhaus des ausgehenden Biedermeier | Detmold-Süd Baumstraße 13 Karte                                                                           | |                                                                | 29. April 1988                                                               | 273             |
| spätklassizistische Doppelhaushälfte                                                          | spätklassizistische Doppelhaushälfte | Detmold-Süd Paulinenstraße 40 Karte                                                                       | |                                                                | 29. April 1988                                                               | 274             |
| spätklassizistisches Wohn- und Geschäftshaus                                                  | spätklassizistisches Wohn- und Geschäftshaus | Detmold-Nord Marktplatz 3 Karte                                                                           | |                                                                | 2. Mai 1988                                                                  | 275             |
| Villa in Neubarock- u. rokokoformen                                                           | Villa in Neubarock- u. rokokoformen | Detmold-Süd Fürstengartenstraße 22 Karte                                                                  | |                                                                | 4. Mai 1988                                                                  | 276             |
| ehemaliges Zuchthaus und Landesstrafanstalt - heute Gebäude der Hochschule Ostwestfalen-Lippe | ehemaliges Zuchthaus und Landesstrafanstalt - heute Gebäude der Hochschule Ostwestfalen-Lippe                                                       | Detmold-Nord Georg-Weerth-Straße 18 Karte                                                                 | 1846 von Baumeister Ferdinand Ludwig August Merckel entworfen | 1848/49                                                        | 4. Mai 1988                                                                  | 277             |
| Rötteken-Haus                                                                                 | Rötteken-Haus | Detmold-Nord Richthofenstraße 70 Karte                                                                    | |                                                                | 17. Mai 1988                                                                 | 279             |
| Wohn- und Geschäftshaus                                                                       | Wohn- und Geschäftshaus | Detmold-Nord Schülerstraße 27 Karte                                                                       | |                                                                | 10. August 1988                                                              | 281             |
| Allee mit Friedrichstaler Kanal                                                               | Allee mit Friedrichstaler Kanal | Detmold-Süd Allee (mit Friedrichstaler Kanal) Karte                                                       | | 1702–1705                                                      | 15. August 1988                                                              | 282             |
| neubarockes Wohnhaus                                                                          | neubarockes Wohnhaus | Detmold-Süd Bülowstraße 37 Karte                                                                          | |                                                                | 18. August 1988                                                              | 283             |
| Wohnhaushälfte                                                                                | Wohnhaushälfte | Detmold-Süd Hermannstraße 9 Karte                                                                         | |                                                                | 12. Oktober 1988                                                             | 284             |
| Wohnhaushälfte                                                                                | Wohnhaushälfte | Detmold-Süd Hermannstraße 7 Karte                                                                         | |                                                                | 12. Oktober 1988                                                             | 285             |
| Gewölbekeller                                                                                 | Gewölbekeller | Detmold-Nord Braugasse 2 Karte                                                                            | |                                                                | 17. Oktober 1988                                                             | 288             |
| Klassizistisches Wohnhaus v. 1829/30                                                          | Klassizistisches Wohnhaus v. 1829/30 | Detmold-Nord Leopoldstraße 12 Karte                                                                       | |                                                                | 28. Oktober 1988                                                             | 289             |
| Wohnhaus von 1927/28                                                                          | Wohnhaus von 1927/28 | Detmold-Süd Bielefelder Straße 14 Karte                                                                   | |                                                                | 14. November 1988                                                            | 290             |
| Wohnhaus von 1914                                                                             | Wohnhaus von 1914 | Detmold-Süd Bülowstraße 32 Karte                                                                          | | 1914                                                           | 14. November 1988                                                            | 291             |
| weitere Bilder                                                                                | Kaiser-Wilhelm-Platz | Detmold-Süd Kaiser-Wilhelm-Platz Karte                                                                    | |                                                                | 14. November 1988                                                            | 292             |
| Fachwerktraufenhaus, ehemalige Synagoge                                                       | Fachwerktraufenhaus, ehemalige Synagoge | Detmold-Nord Bruchmauerstraße 37 Karte                                                                    | im frühen 18. Jh. nachweislich als Synagoge genutzt | 1633                                                           | 15. November 1988, Erweiterung der Denkmalwertbegründung am 10. Oktober 2011 | 293             |
| Ehemalige 55er Kaserne - heute Gebäude der Hochschule Ostwestfalen-Lippe                      | Ehemalige 55er Kaserne - heute Gebäude der Hochschule Ostwestfalen-Lippe                                                                            | Detmold-Süd Emilienstraße 37 Karte                                                                        | |                                                                | 5. Dezember 1988                                                             | 294             |
| Fachwerktraufenhaus                                                                           | Fachwerktraufenhaus | Detmold-Nord Adolfstraße 23 Karte                                                                         | |                                                                | 9. Januar 1989                                                               | 295             |
| Reihenwohnhaus                                                                                | Reihenwohnhaus | Detmold-Süd Gartenstraße 6 Karte                                                                          | |                                                                | 14. März 1989                                                                | 296             |
| Reihenwohnhaus                                                                                | Reihenwohnhaus | Detmold-Süd Gartenstraße 2 Karte                                                                          | |                                                                | 20. März 1989                                                                | 297             |
| Reihenwohnhaus                                                                                | Reihenwohnhaus | Detmold-Süd Gartenstraße 4 Karte                                                                          | |                                                                | 20. März 1989                                                                | 298             |
| Reihenwohnhaus                                                                                | Reihenwohnhaus | Detmold-Süd Gartenstraße 8 Karte                                                                          | |                                                                | 20. März 1989                                                                | 299             |
| Fachwerkgiebelhaus von 1774                                                                   | Fachwerkgiebelhaus von 1774 | Detmold-Nord Lange Straße 30 Karte                                                                        | | 1774                                                           | 28. April 1989                                                               | 300             |
| Villengebäude                                                                                 | Villengebäude | Detmold-Süd Gartenstraße 17 Karte                                                                         | |                                                                | 22. Juni 1989                                                                | 301             |
| Wohnhaus mit Kutscherhaus                                                                     | Wohnhaus mit Kutscherhaus | Detmold-Süd Allee 13 Karte                                                                                | |                                                                | 27. Juni 1989                                                                | 303             |
| Villenbau von 1890/91                                                                         | Villenbau von 1890/91 | Detmold-Süd Bandelstraße 9 Karte                                                                          | | 1890/1891                                                      | 23. Juni 1989                                                                | 304             |
| großbürgerliches Wohnhaus von 1911                                                            | großbürgerliches Wohnhaus von 1911 | Detmold-Süd Bandelstraße 15 Karte                                                                         | | 1911                                                           | 30. August 1989                                                              | 306             |
| weitere Bilder                                                                                | Gymnasium Leopoldinum | Detmold-Nord Hornsche Straße 48 Karte                                                                     | |                                                                | 12. September 1989                                                           | 308             |
| Fachwerktraufenhaus                                                                           | Fachwerktraufenhaus | Detmold-Nord Bruchmauerstraße 12 Karte                                                                    | |                                                                | 18. September 1989                                                           | 310             |
| Fachwerkgiebelhaus                                                                            | Fachwerkgiebelhaus | Detmold-Nord Bruchstraße 1 Karte                                                                          | |                                                                | 18. September 1989                                                           | 312             |
| Fachwerkhaus                                                                                  | Fachwerkhaus | Detmold-Nord Lange Straße 39 Karte                                                                        | |                                                                | 18. September 1989                                                           | 313             |
| weitere Bilder                                                                                | Fachwerktraufenhaus | Detmold-Nord Unter der Wehme 7 Karte                                                                      | Sterbehaus von Christian Dietrich Grabbe |                                                                | 19. September 1989                                                           | 314             |
| Fachwerkgiebelhaus von 1547                                                                   | Fachwerkgiebelhaus von 1547 | Detmold-Nord Krumme Straße 44 Karte                                                                       | |                                                                | 18. September 1989                                                           | 315             |
| Kirchturm                                                                                     | Kirchturm | Detmold-Nord Wallgraben 8 Karte                                                                           | | 1891                                                           | 18. September 1989                                                           | 316             |
| Wohn- und Kaufhaus (Sonntag)                                                                  | Wohn- und Kaufhaus (Sonntag) | Detmold-Nord Lange Straße 40 Karte                                                                        | |                                                                | 18. September 1989                                                           | 317             |
| Wohnhaus einschließlich Vorgarteneinfriedung                                                  | Wohnhaus einschließlich Vorgarteneinfriedung | Detmold-Süd Allee 17 Karte                                                                                | nach Plänen von Ferdinand Ludwig August Merckel gebaut | 1851                                                           | 18. September 1989                                                           | 318             |
| Fachwerkhaus von (vermutlich) 1717                                                            | Fachwerkhaus von (vermutlich) 1717 | Detmold-Nord Bruchstraße 11 Karte                                                                         | |                                                                | 18. September 1989                                                           | 319             |
| Fachwerkhaus mit rückwärtigem Saalanbau                                                       | Fachwerkhaus mit rückwärtigem Saalanbau | Detmold-Nord Krumme Straße 5 Karte                                                                        | |                                                                | 31. Oktober 1989                                                             | 323             |
| Wohn- und Geschäftshaus "Adler Apotheke"                                                      | Wohn- und Geschäftshaus "Adler Apotheke" | Detmold-Nord Bruchstraße 37 Karte                                                                         | |                                                                | 9. Januar 1986                                                               | 325             |
| Hof-Apotheke                                                                                  | Hof-Apotheke | Detmold-Nord Lange Straße 55 Karte                                                                        | |                                                                | 8. Mai 1990                                                                  | 328             |
| Fachwerkscheune                                                                               | Fachwerkscheune | Detmold-Nord Meierstraße 2 Karte                                                                          | |                                                                | 8. Mai 1990                                                                  | 329             |
| Wohnhaus von 1924                                                                             | Wohnhaus von 1924 | Detmold-Süd Bülowstraße 9 Karte                                                                           | | 1924                                                           | 28. Juni 1990                                                                | 331             |
| Wohnhaus                                                                                      | Wohnhaus | Detmold-Süd Bülowstraße 11 Karte                                                                          | |                                                                | 28. Juni 1990                                                                | 332             |
| Wohnhaus von 1912                                                                             | Wohnhaus von 1912 | Detmold-Süd Bülowstraße 20 Karte                                                                          | | 1912                                                           | 28. Juni 1990                                                                | 333             |
| Wohnhaus 1990                                                                                 | Wohnhaus 1990 | Detmold-Süd Bülowstraße 28 Karte                                                                          | |                                                                | 28. Juni 1990                                                                | 334             |
| Wohnhaus von 1913                                                                             | Wohnhaus von 1913 | Detmold-Süd Bülowstraße 29 Karte                                                                          | | 1913                                                           | 28. Juni 1990                                                                | 335             |
| Wohnhaus von 1913                                                                             | Wohnhaus von 1913 | Detmold-Süd Bülowstraße 35 Karte                                                                          | | 1913                                                           | 28. Juni 1990                                                                | 336             |
| Wohnhaus                                                                                      | Wohnhaus | Detmold-Süd Bülowstraße 5 Karte                                                                           | |                                                                | 28. Juni 1990                                                                | 337             |
| Wohnhaus von 1912                                                                             | Wohnhaus von 1912 | Detmold-Süd Bülowstraße 19 Karte                                                                          | | 1912                                                           | 28. Juni 1990                                                                | 338             |
| Wohnhaus von 1909                                                                             | Wohnhaus von 1909 | Detmold-Nord Blomberger Straße 10 Karte                                                                   | | 1909                                                           | 29. Juni 1990                                                                | 339             |
| Villenbau                                                                                     | Villenbau | Detmold-Nord Arminstraße 11 Karte                                                                         | |                                                                | 3. Juli 1990                                                                 | 340             |
| Wohnhaus von 1912                                                                             | Wohnhaus von 1912 | Detmold-Süd Bülowstraße 25 Karte                                                                          | | 1912                                                           | 16. August 1990                                                              | 341             |
| Hofscheune                                                                                    | Hofscheune | Detmold-Süd Johannettental 7 Karte                                                                        | |                                                                | 30. August 1990                                                              | 342             |
| weitere Bilder                                                                                | Wohnhaus von 1893 | Detmold-Süd Moltkestraße 13 Karte                                                                         | | 1893                                                           | 4. September 1990                                                            | 343             |
| verputztes Fachwerkgiebelhaus von 1603 mit Fachwerkscheune und Zwischenbau                    | verputztes Fachwerkgiebelhaus von 1603 mit Fachwerkscheune und Zwischenbau                                                                          | Detmold-Nord Lange Straße 28 Karte                                                                        | |                                                                | 12. September 1990                                                           | 344             |
| Fachwerkgiebelhaus                                                                            | Fachwerkgiebelhaus | Detmold-Nord Krumme Straße 38 Karte                                                                       | |                                                                | 12. September 1990                                                           | 345             |
| Fachwerkgiebelhaus                                                                            | Fachwerkgiebelhaus | Detmold-Nord Krumme Straße 36 Karte                                                                       | |                                                                | 12. September 1990                                                           | 346             |
| Fachwerkgiebelhaus, erbaut 1684                                                               | Fachwerkgiebelhaus, erbaut 1684 | Detmold-Nord Exterstraße 11 Karte                                                                         | |                                                                | 12. September 1990                                                           | 347             |
| Fachwerkgiebelhaus mit Hinterhaus                                                             | Fachwerkgiebelhaus mit Hinterhaus | Detmold-Nord Exterstraße 16 Karte                                                                         | |                                                                | 12. September 1990                                                           | 348             |
| Wohnhaus von 1882                                                                             | Wohnhaus von 1882 | Detmold-Süd Freiligrathstraße 17 Karte                                                                    | | 1882                                                           | 16. Oktober 1990                                                             | 349             |
| Massivbau von 1912                                                                            | Massivbau von 1912 | Detmold-Süd Bahnhofstraße 5 Karte                                                                         | | 1912                                                           | 16. Oktober 1990                                                             | 350             |
| weitere Bilder                                                                                | Bruchsteinbau von 1870 (Sitz des Finanzministeriums des Landes Lippes)                                                                              | Detmold-Nord Bismarckstraße 2 Karte                                                                       | | 1870                                                           | 16. Oktober 1990                                                             | 351             |
| weitere Bilder                                                                                | Wohnhaus von 1880 mit Vorgarteneinfriedung | Detmold-Nord Wall 1 Karte                                                                                 | | 1880                                                           | 16. Oktober 1990                                                             | 352             |
| Wohnhaus von 1880                                                                             | Wohnhaus von 1880 | Detmold-Nord Wall 2 Karte                                                                                 | | 1880                                                           | 16. Oktober 1990                                                             | 353             |
| Mietwohnhaus des Historismus                                                                  | Mietwohnhaus des Historismus | Detmold-Süd Bielefelder Straße 9 Karte                                                                    | |                                                                | 18. Oktober 1990                                                             | 354             |
| Haus mit Saalanbau und Remise                                                                 | Haus mit Saalanbau und Remise | Detmold-Süd Allee 11 Karte                                                                                | |                                                                | 23. Oktober 1990                                                             | 356             |
| Fachwerkhaus                                                                                  | Fachwerkhaus | Detmold-Nord Adolfstraße 3 Karte                                                                          | |                                                                | 24. Oktober 1990                                                             | 357             |
| weitere Bilder                                                                                | Portalanlage | Detmold-Süd Schützenberg (Wasserwerkportal) Karte                                                         | |                                                                | 25. Oktober 1990                                                             | 358             |
| Wohnhaus mit Remisen- und Kutschergebäude                                                     | Wohnhaus mit Remisen- und Kutschergebäude | Detmold-Süd Allee 15 Karte                                                                                | |                                                                | 19. November 1990                                                            | 360             |
| Wohn- und Geschäftshaus                                                                       | Wohn- und Geschäftshaus | Detmold-Süd Schubertplatz 17 Karte                                                                        | |                                                                | 19. November 1990                                                            | 363             |
| Wohnhaus einschließlich Einfriedung                                                           | Wohnhaus einschließlich Einfriedung | Detmold-Süd Gartenstraße 9 Karte                                                                          | |                                                                | 20. November 1990                                                            | 364             |
| Wohn- und Geschäftshaus                                                                       | Wohn- und Geschäftshaus | Detmold-Süd Bielefelder Straße 7 Karte                                                                    | |                                                                | 4. Januar 1991                                                               | 366             |
| Villengebäude von 1904                                                                        | Villengebäude von 1904 | Detmold-Nord Woldemarstraße 15 Karte                                                                      | | 1904                                                           | 12. Dezember 1991                                                            | 368             |
| Wohn- und Geschäftshaus                                                                       | Wohn- und Geschäftshaus | Detmold-Nord Bruchstraße 29 Karte                                                                         | | 1895                                                           | 13. Februar 1991                                                             | 369             |
| Wohnhaus                                                                                      | Wohnhaus | Detmold-Süd Elisabethstraße 52 Karte                                                                      | |                                                                | 28. Februar 1990                                                             | 371             |
| Wohnhaus                                                                                      | Wohnhaus | Detmold-Nord Siegfriedstraße 12 Karte                                                                     | |                                                                | 13. März 1991                                                                | 375             |
| Wohnhaus                                                                                      | Wohnhaus | Detmold-Nord Wallgraben 24 Karte                                                                          | |                                                                | 24. April 1991                                                               | 377             |
| Doppelwohnhaus von 1865                                                                       | Doppelwohnhaus von 1865 | Detmold-Süd Gartenstraße 14 Karte                                                                         | | 1865                                                           | 22. Mai 1991                                                                 | 378             |
| Wohn- u. Geschäftshaus                                                                        | Wohn- u. Geschäftshaus | Detmold-Nord Paulinenstraße 63 Karte                                                                      | |                                                                | 5. Juni 1991                                                                 | 380             |
| Wohnhaus                                                                                      | Wohnhaus | Detmold-Nord Wallgraben 36 Karte                                                                          | |                                                                | 25. Juni 1991                                                                | 381             |
| Wohn- und Schulhaus                                                                           | Wohn- und Schulhaus | Detmold-Nord Am Prinzengarten 3 Karte                                                                     | | 1913                                                           | 2. August 1991                                                               | 384             |
| Wohnhaus mit Einfriedung                                                                      | Wohnhaus mit Einfriedung | Detmold-Süd Auf den Bohnenkämpen 9 Karte                                                                  | |                                                                | 4. September 1991                                                            | 386             |
| Wohn- und Geschäftshaus                                                                       | Wohn- und Geschäftshaus | Detmold-Nord Bruchstraße 31 Karte                                                                         | | 1895                                                           | 10. September 1991                                                           | 389             |
| Wohnhaus                                                                                      | Wohnhaus | Detmold-Süd Freiligrathstraße 19 Karte                                                                    | |                                                                | 31. Oktober 1991                                                             | 393             |
| Wohnhaus                                                                                      | Wohnhaus | Detmold-Süd Palaisstraße 29 Karte                                                                         | |                                                                | 11. Dezember 1991                                                            | 394             |
| Wohn- und Geschäftshaus                                                                       | Wohn- und Geschäftshaus | Detmold-Nord Lange Straße 13 Karte                                                                        | |                                                                | 20. März 1992                                                                | 397             |
| weitere Bilder                                                                                | Wohnhaus | Detmold-Nord Lagesche Straße 29 Karte                                                                     | |                                                                | 20. Juli 1992                                                                | 401             |
| Wohn- und Geschäftshaus                                                                       | Wohn- und Geschäftshaus | Detmold-Nord Schülerstraße 7 Karte                                                                        | |                                                                | 21. August 1992                                                              | 402             |
| Wohnhaus                                                                                      | Wohnhaus | Detmold-Nord Paulinenstraße 13 Karte                                                                      | |                                                                | 1. September 1992                                                            | 403             |
| Wohn- und Geschäftshaus                                                                       | Wohn- und Geschäftshaus | Detmold-Nord Paulinenstraße 49 Karte                                                                      | |                                                                | 4. Februar 1993                                                              | 404             |
| Wohn- u. Geschäftshaus                                                                        | Wohn- u. Geschäftshaus | Detmold-Nord Paulinenstraße 57 Karte                                                                      | |                                                                | 15. Februar 1993                                                             | 405             |
| Wohnhaus einschl. Vorgarteneinfriedung                                                        | Wohnhaus einschl. Vorgarteneinfriedung | Detmold-Süd Freiligrathstraße 20 Karte                                                                    | |                                                                | 4. März 1993                                                                 | 406             |
| Fachwerkgiebelhaus                                                                            | Fachwerkgiebelhaus | Detmold-Nord Meierstraße 8 Karte                                                                          | |                                                                | 25. März 1993                                                                | 408             |
| Fachwerkgiebelhaus des 19. Jahrhunderts                                                       | Fachwerkgiebelhaus des 19. Jahrhunderts | Detmold-Nord Krumme Straße 8 Karte                                                                        | |                                                                | 19. April 1993                                                               | 409             |
| Wohnhaus                                                                                      | Wohnhaus | Detmold-Nord Leopoldstraße 32 Karte                                                                       | |                                                                | 29. April 1993                                                               | 410             |
| Wohn- und Geschäftshaus                                                                       | Wohn- und Geschäftshaus | Detmold-Nord Paulinenstraße 61 Karte                                                                      | |                                                                | 5. Mai 1993                                                                  | 411             |
| Wohnhaus                                                                                      | Wohnhaus | Detmold-Nord Wallgraben 38 Karte                                                                          | |                                                                | 19. Mai 1993                                                                 | 412             |
| Wohnhaus                                                                                      | Wohnhaus | Detmold-Süd Neustadt 16 Karte                                                                             | |                                                                | 19. Mai 1993                                                                 | 413             |
| Wohn- und Geschäftshaus                                                                       | Wohn- und Geschäftshaus | Detmold-Nord Paulinenstraße 53 Karte                                                                      | |                                                                | 19. Mai 1993                                                                 | 415             |
| Wohnhaus                                                                                      | Wohnhaus | Detmold-Süd Fürstengartenstraße 4 Karte                                                                   | |                                                                | 19. Mai 1993                                                                 | 417             |
| Wohn- und Geschäftshaus                                                                       | Wohn- und Geschäftshaus | Detmold-Nord Paulinenstraße 51 Karte                                                                      | |                                                                | 2. Juni 1993                                                                 | 418             |
| Wohn- und Geschäftshaus                                                                       | Wohn- und Geschäftshaus | Detmold-Nord Paulinenstraße 59 Karte                                                                      | |                                                                | 2. Juni 1993                                                                 | 419             |
| Wohn- und Geschäftshaus                                                                       | Wohn- und Geschäftshaus | Detmold-Nord Paulinenstraße 55 Karte                                                                      | |                                                                | 2. Juni 1993                                                                 | 420             |
| Wohnhaus                                                                                      | Wohnhaus | Detmold-Süd Fürstengartenstraße 8 Karte                                                                   | |                                                                | 4. Juni 1993                                                                 | 421             |
| Wohnhaus                                                                                      | Wohnhaus | Detmold-Süd Bachstraße 40 Karte                                                                           | |                                                                | 7. Juni 1993                                                                 | 422             |
| Wohnhaus                                                                                      | Wohnhaus | Detmold-Süd Gartenstraße 12 Karte                                                                         | |                                                                | 23. Juni 1993                                                                | 423             |
| Reihenwohnhaus                                                                                | Reihenwohnhaus | Detmold-Nord Exterstraße 22 Karte                                                                         | |                                                                | 27. Dezember 1993                                                            | 425             |
| Reihenwohnhaus mit Werkstattgebäude                                                           | Reihenwohnhaus mit Werkstattgebäude | Detmold-Nord Exterstraße 24 Karte                                                                         | |                                                                | 29. Dezember 1993                                                            | 426             |
| Reihenwohnhaus, Werkstattgebäude und Gartenmauer                                              | Reihenwohnhaus, Werkstattgebäude und Gartenmauer | Detmold-Nord Exterstraße 26 Karte                                                                         | |                                                                | 29. Dezember 1993                                                            | 427             |
| Reihenwohnhaus mit Werkstattanbau                                                             | Reihenwohnhaus mit Werkstattanbau | Detmold-Nord Exterstraße 28 Karte                                                                         | |                                                                | 29. Dezember 1993                                                            | 428             |
| verputztes Fachwerktraufenhaus, ehemaliges Pfarrhaus                                          | verputztes Fachwerktraufenhaus, ehemaliges Pfarrhaus                                                                                                | Detmold-Nord Leopoldstraße 10 Karte                                                                       | Architekt Ferdinand Ludwig August Merckel |                                                                | 30. Dezember 1993                                                            | 430             |
| Reihenwohnhaus von 1904/05                                                                    | Reihenwohnhaus von 1904/05 | Detmold-Nord Seminarstraße 14 Karte                                                                       | | 1904                                                           | 30. Dezember 1993                                                            | 431             |
| Fachwerkgiebelhaus                                                                            | Fachwerkgiebelhaus | Detmold-Nord Meierstraße 14 Karte                                                                         | |                                                                | 3. Januar 1994                                                               | 432             |
| Fachwerktraufenhaus                                                                           | Fachwerktraufenhaus | Detmold-Nord Meierstraße 13 Karte                                                                         | |                                                                | 13. Januar 1994                                                              | 433             |
| Fachwerkhaus                                                                                  | Fachwerkhaus | Detmold-Nord Meierstraße 10 Karte                                                                         | |                                                                | 21. Januar 1994                                                              | 434             |
| Wohn- und Geschäftshaus                                                                       | Wohn- und Geschäftshaus | Detmold-Nord Exterstraße 11A Karte                                                                        | |                                                                | 27. Januar 1994                                                              | 435             |
| Fachwerkhaus                                                                                  | Fachwerkhaus | Detmold-Nord Meierstraße 15 Karte                                                                         | |                                                                | 31. Januar 1994                                                              | 436             |
| Wohnhaus                                                                                      | Wohnhaus | Detmold-Nord Leopoldstraße 22 Karte                                                                       | |                                                                | 1. Februar 1994                                                              | 437             |
| Fachwerkgiebelhaus                                                                            | Fachwerkgiebelhaus | Detmold-Nord Lange Straße 27 Karte                                                                        | |                                                                | 2. Februar 1994                                                              | 438             |
| Ferdinand-Weerth-Denkmal                                                                      | Ferdinand-Weerth-Denkmal | Detmold-Nord Weerthplatz (Denkmal) Karte                                                                  | Architekt: Otto Kuhlmann | 1901                                                           | 2. Februar 1994                                                              | 439             |
| Wohnhaus                                                                                      | Wohnhaus | Detmold-Nord Weerthplatz 2 Karte                                                                          | |                                                                | 3. Februar 1994                                                              | 440             |
| Fachwerkbau                                                                                   | Fachwerkbau | Detmold-Nord Bruchmauerstraße 7 Karte                                                                     | |                                                                | 3. Februar 1994                                                              | 441             |
| Fassaden und Dachkörper eines Wohnhauses                                                      | Fassaden und Dachkörper eines Wohnhauses | Detmold-Süd Fürstengartenstraße 6 Karte                                                                   | |                                                                | 10. Februar 1994                                                             | 442             |
| Fachwerkgiebelhaus mit Hinterhaus                                                             | Fachwerkgiebelhaus mit Hinterhaus | Detmold-Nord Exterstraße 9 Karte                                                                          | |                                                                | 21. Januar 1994                                                              | 443             |
| Reihenwohnhaus                                                                                | Reihenwohnhaus | Detmold-Süd Neustadt 10 Karte                                                                             | |                                                                | 10. Februar 1994                                                             | 444             |
| Fachwerkhaushälfte                                                                            | Fachwerkhaushälfte | Detmold-Nord Meierstraße 19 Karte                                                                         | |                                                                | 24. Februar 1994                                                             | 445             |
| Fachwerkhaushälfte                                                                            | Fachwerkhaushälfte | Detmold-Nord Meierstraße 21 Karte                                                                         | |                                                                | 24. Februar 1994                                                             | 446             |
| Fachwerkgiebelhaus                                                                            | Fachwerkgiebelhaus | Detmold-Nord Meierstraße 6 Karte                                                                          | |                                                                | 3. März 1994                                                                 | 447             |
| Fassaden und Dachkörper eines Fachwerkhauses                                                  | Fassaden und Dachkörper eines Fachwerkhauses | Detmold-Nord Exterstraße 30 Karte                                                                         | |                                                                | 4. März 1994                                                                 | 448             |
| Wohn- und Geschäftshaus mit Werkstattgebäude                                                  | Wohn- und Geschäftshaus mit Werkstattgebäude | Detmold-Nord Exterstraße 10 Karte                                                                         | |                                                                | 8. März 1994                                                                 | 449             |
| Doppelhaushälfte und Werkstatt                                                                | Doppelhaushälfte und Werkstatt | Detmold-Nord Adolfstraße 25 Karte                                                                         | |                                                                | 14. März 1994                                                                | 450             |
| Wohnhaus mit Vorgarteneinfriedung                                                             | Wohnhaus mit Vorgarteneinfriedung | Detmold-Süd Gartenstraße 19 Karte                                                                         | |                                                                | 17. März 1994                                                                | 451             |
| weitere Bilder                                                                                | Jüdischer Friedhof | Detmold-Nord Spitzenkamptwete (Jüdischer Friedhof) Karte                                                  | |                                                                | 7. September 1994                                                            | 453             |
| Reihenwohn- und Geschäftshaus                                                                 | Reihenwohn- und Geschäftshaus | Detmold-Süd Neustadt 18 Karte                                                                             | |                                                                | 8. September 1994                                                            | 454             |
| Wohnhaus einschl. Garteneinfriedung                                                           | Wohnhaus einschl. Garteneinfriedung | Detmold-Süd Gartenstraße 18 Karte                                                                         | |                                                                | 13. Oktober 1994                                                             | 455             |
| Fachwerkwohn- und Geschäftshaus                                                               | Fachwerkwohn- und Geschäftshaus | Detmold-Nord Exterstraße 4 Karte                                                                          | |                                                                | 13. Oktober 1994                                                             | 456             |
| Wohn- und Geschäftshaus                                                                       | Wohn- und Geschäftshaus | Detmold-Nord Exterstraße 1 Karte                                                                          | |                                                                | 13. Oktober 1994                                                             | 457             |
| Wohnhaus mit Gartenfläche und Pflasterweg                                                     | Wohnhaus mit Gartenfläche und Pflasterweg | Detmold-Nord Rosental 7+9+11 Karte                                                                        | |                                                                | 13. Januar 1994                                                              | 458             |
| Doppelhaus mit Hoffläche hinter dem Haus                                                      | Doppelhaus mit Hoffläche hinter dem Haus | Detmold-Nord Georg-Weerth-Straße 4+6 Karte                                                                | |                                                                | 13. Oktober 1990                                                             | 459             |
| Doppelhaus mit Hoffläche hinter dem Haus                                                      | Doppelhaus mit Hoffläche hinter dem Haus | Detmold-Nord Georg-Weerth-Straße 8+10 Karte                                                               | |                                                                | 13. Oktober 1994                                                             | 460             |
| ehem. Verwaltungsgebäude einschl. Einfriedung                                                 | ehem. Verwaltungsgebäude einschl. Einfriedung | Detmold-Süd Hermannstraße 4 Karte                                                                         | |                                                                | 14. November 1994                                                            | 461             |
| Wohnhaus                                                                                      | Wohnhaus | Detmold-Nord Leopoldstraße 4 Karte                                                                        | |                                                                | 15. November 1994                                                            | 462             |
| Fachwerkgiebelhaus, vorderer Teil                                                             | Fachwerkgiebelhaus, vorderer Teil | Detmold-Nord Krumme Straße 10 Karte                                                                       | |                                                                | 15. November 1994                                                            | 463             |
| Kino                                                                                          | Kino | Detmold-Nord Lange Straße 74A Karte                                                                       | |                                                                | 21. November 1994                                                            | 464             |
| weitere Bilder                                                                                | Schulgebäude (Musikschule) | Detmold-Nord Woldemarstraße 23 Karte                                                                      | |                                                                | 21. November 1994                                                            | 465             |
| Wohnhaus mit Vorgarteneinfriedung                                                             | Wohnhaus mit Vorgarteneinfriedung | Detmold-Süd Benekestraße 10 Karte                                                                         | |                                                                | 30. November 1994                                                            | 466             |
| Fachwerkwohn- und Geschäftshaus                                                               | Fachwerkwohn- und Geschäftshaus | Detmold-Nord Leopoldstraße 16 Karte                                                                       | |                                                                | 20. Dezember 1994                                                            | 467             |
| Wohnhaus einschl. Vorgarteneinfriedung                                                        | Wohnhaus einschl. Vorgarteneinfriedung | Detmold-Nord Seminarstraße 12 Karte                                                                       | |                                                                | 27. Dezember 1994                                                            | 468             |
| Wohnhaus mit Einfriedung                                                                      | Wohnhaus mit Einfriedung | Detmold-Süd Benekestraße 2 Karte                                                                          | |                                                                | 8. Februar 1995                                                              | 469             |
| Wohnhaus mit Vorgarteneinfriedung                                                             | Wohnhaus mit Vorgarteneinfriedung | Detmold-Süd Freiligrathstraße 22 Karte                                                                    | |                                                                | 9. Februar 1995                                                              | 470             |
| Wohnhaus                                                                                      | Wohnhaus | Detmold-Süd Freiligrathstraße 18 Karte                                                                    | |                                                                | 10. Februar 1995                                                             | 471             |
| weitere Bilder                                                                                | Fachwerkgiebelhaus | Detmold-Nord Exterstraße 14 Karte                                                                         | |                                                                | 10. Februar 1995                                                             | 472             |
| Fachwerkgiebelhaus                                                                            | Fachwerkgiebelhaus | Detmold-Nord Paulinenstraße 11 Karte                                                                      | |                                                                | 10. Februar 1995                                                             | 473             |
| Wohnhaus und straßenseitige Einfriedung                                                       | Wohnhaus und straßenseitige Einfriedung | Detmold-Süd Moltkestraße 2 Karte                                                                          | |                                                                | 30. Juni 1995                                                                | 474             |
| ehemaliges evangelisches Vereinshaus                                                          | ehemaliges evangelisches Vereinshaus | Detmold-Nord Wiesenstraße 5 Karte                                                                         | |                                                                | 4. Dezember 1995                                                             | 476             |
| Villengebäude mit Vorgarteneinfriedung                                                        | Villengebäude mit Vorgarteneinfriedung | Detmold-Süd Freiligrathstraße 23 Karte                                                                    | | 1887                                                           | 11. Dezember 1995                                                            | 477             |
| Villengebäude mit Vorgarteneinfriedung                                                        | Villengebäude mit Vorgarteneinfriedung | Detmold-Nord Leopoldstraße 34 Karte                                                                       | |                                                                | 11. Dezember 1995                                                            | 478             |
| Wohn- und Geschäftshaus                                                                       | Wohn- und Geschäftshaus | Detmold-Nord Leopoldstraße 14 Karte                                                                       | |                                                                | 28. Dezember 1995                                                            | 479             |
| Wohn- und Geschäftshaus                                                                       | Wohn- und Geschäftshaus | Detmold-Nord Krumme Straße 27 Karte                                                                       | |                                                                | 28. Dezember 1995                                                            | 480             |
| Wohn- u. Geschäftshaus                                                                        | Wohn- u. Geschäftshaus | Detmold-Nord Paulinenstraße 69 Karte                                                                      | |                                                                | 28. Dezember 1996                                                            | 481             |
| ehem. Lehrerseminargebäude                                                                    | ehem. Lehrerseminargebäude | Detmold-Nord Küster-Meyer-Platz 2 Karte                                                                   | |                                                                | 17. Januar 1996                                                              | 482             |
| Doppelhaus, Fassaden und Dachkörper                                                           | Doppelhaus, Fassaden und Dachkörper | Detmold-Nord Exterstraße 21,23 Karte                                                                      | |                                                                | 17. Januar 1996                                                              | 483             |
| Mehrfamilienhaus mit Einfriedung                                                              | Mehrfamilienhaus mit Einfriedung | Detmold-Nord Seminarstraße 2 Karte                                                                        | |                                                                | 18. Januar 1996                                                              | 484             |
| Mehrfamilienhaus mit Vorgarteneinfriedung                                                     | Mehrfamilienhaus mit Vorgarteneinfriedung | Detmold-Nord Leopoldstraße 29 Karte                                                                       | |                                                                | 25. Januar 1996                                                              | 485             |
| Katholisch-Apostolische Pfarrkirche                                                           | Katholisch-Apostolische Pfarrkirche | Detmold-Nord Leopoldstraße 33 Karte                                                                       | |                                                                | 25. Januar 1996                                                              | 487             |
| Wohnhaus                                                                                      | Wohnhaus | Detmold-Nord Leopoldstraße 24 Karte                                                                       | |                                                                | 25. Januar 1996                                                              | 488             |
| Fachwerkhaus einschließlich Hofmauer                                                          | Fachwerkhaus einschließlich Hofmauer | Detmold-Nord Schülerstraße 13 Karte                                                                       | |                                                                | 25. Januar 1996                                                              | 489             |
| weitere Bilder                                                                                | Detmolder Sommertheater | Detmold-Süd Allee 24 Karte                                                                                | |                                                                | 29. Januar 1996                                                              | 490             |
| Fachwerkwohnhaus auf Stadtmauer                                                               | Fachwerkwohnhaus auf Stadtmauer | Detmold-Nord Adolfstraße 11 Karte                                                                         | |                                                                | 29. Januar 1996                                                              | 491             |
| Fachwerkwohnhaus auf Stadtmauer                                                               | Fachwerkwohnhaus auf Stadtmauer | Detmold-Nord Adolfstraße 13 Karte                                                                         | |                                                                | 29. Januar 1996                                                              | 492             |
| Fachwerkwohnhaus auf Stadtmauer                                                               | Fachwerkwohnhaus auf Stadtmauer | Detmold-Nord Adolfstraße 15 Karte                                                                         | |                                                                | 31. Januar 1996                                                              | 493             |
| weitere Bilder                                                                                | Wohnhaus mit Vorgartenmauer | Detmold-Süd Alter Postweg 23 Karte                                                                        | |                                                                | 2. Februar 1996                                                              | 494             |
| Wohnhaus, Vorgartenstützmauer, Tor                                                            | Wohnhaus, Vorgartenstützmauer, Tor | Detmold-Süd Alter Postweg 26 Karte                                                                        | |                                                                | 2. Februar 1996                                                              | 495             |
| weitere Bilder                                                                                | Wohnhaus und Vorgartenstützmauer | Detmold-Süd Alter Postweg 29 Karte                                                                        | |                                                                | 2. Februar 1996                                                              | 496             |
| weitere Bilder                                                                                | Wohnhaus | Detmold-Nord Schülerstraße 28 Karte                                                                       | |                                                                | 26. Februar 1996                                                             | 497             |
| Wohn- und Geschäftshaus                                                                       | Wohn- und Geschäftshaus | Detmold-Nord Schülerstraße 29 Karte                                                                       | |                                                                | 26. Februar 1996                                                             | 498             |
| Fachwerkwohnhaus                                                                              | Fachwerkwohnhaus | Detmold-Nord Schülerstraße 15 Karte                                                                       | |                                                                | 28. Februar 1996                                                             | 499             |
| Fachwerkhaus mit Fachwerkscheune                                                              | Fachwerkhaus mit Fachwerkscheune | Detmold-Nord Schülerstraße 9 Karte                                                                        | |                                                                | 28. Februar 1996                                                             | 500             |
| Hinterhaus von Paulinenstraße 12                                                              | Hinterhaus von Paulinenstraße 12 | Detmold-Süd Paulinenstraße 12 Karte                                                                       | |                                                                | 6. März 1996                                                                 | 502             |
| Straßenfassade und Einfriedung                                                                | Straßenfassade und Einfriedung | Detmold-Süd Benekestraße 6 Karte                                                                          | |                                                                | 6. März 1996                                                                 | 503             |
| Straßenfassade, Dachkörper, Freitreppe                                                        | Straßenfassade, Dachkörper, Freitreppe | Detmold-Nord Leopoldstraße 20 Karte                                                                       | |                                                                | 29. April 1996                                                               | 504             |
| Wohnhaus mit Vorgarteneinfriedung                                                             | Wohnhaus mit Vorgarteneinfriedung | Detmold-Süd Bahnhofstraße 6 Karte                                                                         | |                                                                | 8. Mai 1996                                                                  | 505             |
| Wohnhaus, Garage, Einfriedung                                                                 | Wohnhaus, Garage, Einfriedung | Detmold-Süd Bahnhofstraße 7 Karte                                                                         | |                                                                | 8. Mai 1996                                                                  | 506             |
| Fachwerk-Wohnhaus                                                                             | Fachwerk-Wohnhaus | Detmold-Nord Schülerstraße 37 Karte                                                                       | |                                                                | 22. Mai 1996                                                                 | 508             |
| Wohn- und Geschäftshaus                                                                       | Wohn- und Geschäftshaus | Detmold-Nord Paulinenstraße 71+71A Karte                                                                  | |                                                                | 22. Mai 1996                                                                 | 509             |
| Doppelwohn- und Geschäftshaus                                                                 | Doppelwohn- und Geschäftshaus | Detmold-Süd Freiligrathstraße 8+10 Karte                                                                  | |                                                                | 21. Juni 1996                                                                | 510             |
| Fachwerk-Wohn- und Geschäftshaus mit Hinterhaus                                               | Fachwerk-Wohn- und Geschäftshaus mit Hinterhaus | Detmold-Nord Lange Straße 35 Karte                                                                        | |                                                                | 20. Dezember 1996                                                            | 512             |
| Stadtmauer (Bruchmauerstraße, Auguststraße, Adolfstraße)                                      | Stadtmauer (Bruchmauerstraße, Auguststraße, Adolfstraße)                                                                                            | Detmold-Nord Bruchmauerstraße (Stadtmauer) Karte                                                          | |                                                                | 21. Januar 1997                                                              | 513             |
| weitere Bilder                                                                                | Wohnhäuser der Herberge zur Heimat | Detmold-Nord Mühlenstraße 7+9 Karte                                                                       | |                                                                | 19. Juni 1997                                                                | 515             |
| Fachwerkgiebelhaus                                                                            | Fachwerkgiebelhaus | Detmold-Nord Lange Straße 29 Karte                                                                        | |                                                                | 18. Juni 1997                                                                | 516             |
| Fassaden u. Dachkörper Wohn- und Verwaltungsgebäude                                           | Fassaden u. Dachkörper Wohn- und Verwaltungsgebäude                                                                                                 | Detmold-Nord Rosental 13 Karte                                                                            | |                                                                | 4. Juli 1997                                                                 | 517             |
| Bogenbrücke (Freiligrathstraße/Kanal von 1880)                                                | Bogenbrücke (Freiligrathstraße/Kanal von 1880) | Detmold-Nord Freiligrathstraße (Brücke) Karte                                                             | |                                                                | 13. August 1997                                                              | 519             |
| Wohn- und Geschäftshaus                                                                       | Wohn- und Geschäftshaus | Detmold-Nord Bruchstraße 35 Karte                                                                         | |                                                                | 26. August 1997                                                              | 520             |
| Wohnhaus von 1826                                                                             | Wohnhaus von 1826 | Detmold-Nord Rosental 5 Karte                                                                             | | 1826                                                           | 24. Mai 1997                                                                 | 522             |
| Wohnhaus                                                                                      | Wohnhaus | Detmold-Nord Rosental 17 Karte                                                                            | |                                                                | 24. September 1997                                                           | 523             |
| Wohnhaus mit Vorgarteneinfriedung                                                             | Wohnhaus mit Vorgarteneinfriedung | Detmold-Süd Fürstengartenstraße 18 Karte                                                                  | |                                                                | 26. September 1997                                                           | 525             |
| weitere Bilder                                                                                | Villa einschließlich Einfriedung und Ufermauer | Detmold-Süd Bachstraße 45 Karte                                                                           | |                                                                | 4. Dezember 1997                                                             | 529             |
| Fachwerkreihenhaus                                                                            | Fachwerkreihenhaus | Detmold-Nord Adolfstraße 17 Karte                                                                         | |                                                                | 4. Dezember 1997                                                             | 530             |
| Wohnhaus mit Einfriedung des Gartens                                                          | Wohnhaus mit Einfriedung des Gartens | Detmold-Süd Freiligrathstraße 12 Karte                                                                    | |                                                                | 5. Dezember 1997                                                             | 531             |
| Wohn- und Geschäftshaus                                                                       | Wohn- und Geschäftshaus | Detmold-Nord Lange Straße 11 Karte                                                                        | |                                                                | 15. Dezember 1997                                                            | 532             |
| Wohnhaus mit Vorgarteneinfriedung                                                             | Wohnhaus mit Vorgarteneinfriedung | Detmold-Süd Hermannstraße 2 Karte                                                                         | |                                                                | 16. Dezember 1997                                                            | 534             |
| Villa, Gartenanlage und Einfriedung                                                           | Villa, Gartenanlage und Einfriedung | Detmold-Süd Bandelstraße 25 Karte                                                                         | |                                                                | 27. Januar 1998                                                              | 535             |
| Wohnhaus                                                                                      | Wohnhaus | Detmold-Nord Leopoldstraße 8 Karte                                                                        | |                                                                | 27. Januar 1998                                                              | 536             |
| weitere Bilder                                                                                | Ehemalige Luftwaffenkaserne "Fliegerhorst" | Detmold-Nord Fliegerhorst (ehemalige Luftwaffenkaserne) Karte                                             | | 1935/1936                                                      | 19. Februar 1998                                                             | 537             |
| weitere Bilder                                                                                | Weerthschule (Schulgebäude) | Detmold-Nord Siegfriedstraße 4 Karte                                                                      | | 1910                                                           | 27. April 1998                                                               | 538             |
| Fachwerk-Wohn- und Geschäftshaus                                                              | Fachwerk-Wohn- und Geschäftshaus | Detmold-Nord Krumme Straße 3 Karte                                                                        | |                                                                | 30. April 1998                                                               | 539             |
| Fachwerkhaus                                                                                  | Fachwerkhaus | Detmold-Nord Friedrichstraße 5 Karte                                                                      | |                                                                | 30. April 1998                                                               | 540             |
| Wohnhaus von 1887                                                                             | Wohnhaus von 1887 | Detmold-Süd Freiligrathstraße 16 Karte                                                                    | |                                                                | 26. Mai 1998                                                                 | 541             |
| Wohnhaus von 1907                                                                             | Wohnhaus von 1907 | Detmold-Süd Sachsenstraße 26 Karte                                                                        | | 1907                                                           | 26. Mai 1998                                                                 | 542             |
| ehemaliges Verwaltungsgebäude                                                                 | ehemaliges Verwaltungsgebäude | Detmold-Nord Bismarckstraße 8 Karte                                                                       | |                                                                | 16. September 1998                                                           | 543             |
| Fachwerkwohnhaus                                                                              | Fachwerkwohnhaus | Detmold-Nord Friedrichstraße 3 Karte                                                                      | |                                                                | 23. November 1998                                                            | 544             |
| Fachwerkwohnhaus                                                                              | Fachwerkwohnhaus | Detmold-Nord Friedrichstraße 7 Karte                                                                      | |                                                                | 24. November 1998                                                            | 545             |
| Fachwerkwohnhaus                                                                              | Fachwerkwohnhaus | Detmold-Nord Friedrichstraße 9 Karte                                                                      | |                                                                | 26. November 1998                                                            | 546             |
| Fachwerkwohnhaus                                                                              | Fachwerkwohnhaus | Detmold-Nord Friedrichstraße 11 Karte                                                                     | |                                                                | 27. November 1998                                                            | 547             |
| Fachwerkwohnhaus                                                                              | Fachwerkwohnhaus | Detmold-Nord Friedrichstraße 13 Karte                                                                     | |                                                                | 27. November 1998                                                            | 548             |
| Fachwerkwohn- und Geschäftshaus                                                               | Fachwerkwohn- und Geschäftshaus | Detmold-Nord Friedrichstraße 15 Karte                                                                     | |                                                                | 1. Dezember 1998                                                             | 549             |
| Wohnhaus mit rückwärtigem Anbau                                                               | Wohnhaus mit rückwärtigem Anbau | Detmold-Nord Behringstraße 9 Karte                                                                        | |                                                                | 2. Dezember 1998                                                             | 550             |
| Wohnhaus von 1842                                                                             | Wohnhaus von 1842 | Detmold-Nord Behringstraße 13 Karte                                                                       | | 1842                                                           | 21. Dezember 1998                                                            | 551             |
| Krummes Haus (Historische Lustanlage Friedrichstal)                                           | Krummes Haus (Historische Lustanlage Friedrichstal)                                                                                                 | Detmold-Süd Krummes Haus Karte                                                                            | Das Denkmal umfasst das Krumme Haus, die in den Jahren 1836 bis 38 nach Plänen von Ferdinand Wilhelm Brune errichtete Fasanerie, die Reste der Tiergartenmauern und zwei Torpfeilerpaare nahe der Fasanerie. | 1680                                                           | 26. April 1999                                                               | 553             |
| Wohn- und Geschäftshaus                                                                       | Wohn- und Geschäftshaus | Detmold-Nord Bruchstraße 4 Karte                                                                          | |                                                                | 17. Mai 1999                                                                 | 554             |
| Fachwerk- und Geschäftshaus                                                                   | Fachwerk- und Geschäftshaus | Detmold-Nord Krumme Straße 7 Karte                                                                        | |                                                                | 17. Mai 1999                                                                 | 555             |
| Fachwerkwohn- und Geschäftshaus                                                               | Fachwerkwohn- und Geschäftshaus | Detmold-Nord Krumme Straße 9 Karte                                                                        | |                                                                | 19. Mai 1999                                                                 | 556             |
| Fachwerkwohn- und Geschäftshaus                                                               | Fachwerkwohn- und Geschäftshaus | Detmold-Nord Krumme Straße 13 Karte                                                                       | |                                                                | 2. August 1999                                                               | 557             |
| Fachwerkwohn- und Geschäftshaus                                                               | Fachwerkwohn- und Geschäftshaus | Detmold-Nord Krumme Straße 16 Karte                                                                       | |                                                                | 3. August 1999                                                               | 558             |
| Fachwerkwohn- und Geschäftshaus                                                               | Fachwerkwohn- und Geschäftshaus | Detmold-Nord Krumme Straße 34 Karte                                                                       | |                                                                | 4. August 1999                                                               | 559             |
| Wohn- und Geschäftshaus                                                                       | Wohn- und Geschäftshaus | Detmold-Nord Lange Straße 43 Karte                                                                        | |                                                                | 4. August 1999                                                               | 560             |
| Doppel-Wohn- und Geschäftshaus                                                                | Doppel-Wohn- und Geschäftshaus | Detmold-Nord Lange Straße 4 Karte                                                                         | |                                                                | 29. Dezember 1999                                                            | 562             |
| Fachwerkwohnhaus                                                                              | Fachwerkwohnhaus | Detmold-Nord Auguststraße 1 Karte                                                                         | |                                                                | 28. März 2000                                                                | 563             |
| Fachwerkwohnhaus                                                                              | Fachwerkwohnhaus | Detmold-Nord Auguststraße 2 Karte                                                                         | |                                                                | 28. März 2000                                                                | 564             |
| Fachwerkwohnhaus                                                                              | Fachwerkwohnhaus | Detmold-Nord Auguststraße 5 Karte                                                                         | |                                                                | 28. März 2000                                                                | 565             |
| ehem. Fachwerkwohnhaus                                                                        | ehem. Fachwerkwohnhaus | Detmold-Nord Wallgraben 1 Karte                                                                           | |                                                                | 4. April 2000                                                                | 566             |
| Fachwerkwohnhaus                                                                              | Fachwerkwohnhaus | Detmold-Nord Bruchmauerstraße 26 Karte                                                                    | |                                                                | 11. Mai 2004                                                                 | 568             |
| Wohnhaus mit Vorgarteneinfriedung                                                             | Wohnhaus mit Vorgarteneinfriedung | Detmold-Süd Bandelstraße 4 Karte                                                                          | |                                                                | 25. Mai 2000                                                                 | 569             |
| ehemalige Offizierspeiseanstalt                                                               | ehemalige Offizierspeiseanstalt | Detmold-Süd Emilienstraße 33 Karte                                                                        | |                                                                | 16. Juni 2000                                                                | 570             |
| Wohnhaus mit Vorgarteneinfriedung                                                             | Wohnhaus mit Vorgarteneinfriedung | Detmold-Nord Lortzingstraße 4 Karte                                                                       | | 1905                                                           | 21. Juni 2000                                                                | 571             |
| Fachwerkwohnhaus                                                                              | Fachwerkwohnhaus | Detmold-Nord Bruchmauerstraße 38 Karte                                                                    | |                                                                | 21. Juni 2000                                                                | 572             |
| Fachwerk-Wohn- und Geschäftshaus                                                              | Fachwerk-Wohn- und Geschäftshaus | Detmold-Nord Lange Straße 80 Karte                                                                        | |                                                                | 21. August 2000                                                              | 573             |
| Wohn- und Geschäftshaus                                                                       | Wohn- und Geschäftshaus | Detmold-Nord Bruchstraße 17 Karte                                                                         | |                                                                | 8. September 2000                                                            | 574             |
| Wohn- und Geschäftshaus von 1900                                                              | Wohn- und Geschäftshaus von 1900 | Detmold-Nord Bruchstraße 14A Karte                                                                        | | 1900                                                           | 20. September 2000                                                           | 575             |
| Wohn- und Geschäftshaus von 1911                                                              | Wohn- und Geschäftshaus von 1911 | Detmold-Nord Bruchstraße 10 Karte                                                                         | | 1911                                                           | 20. September 2000                                                           | 576             |
| Wohn- und Geschäftshaus von 1892                                                              | Wohn- und Geschäftshaus von 1892 | Detmold-Süd Paulinenstraße 16 Karte                                                                       | | 1892                                                           | 26. September 2000                                                           | 577             |
| Fachwerkwohn- und Geschäftshaus aus dem 17. Jahrhundert                                       | Fachwerkwohn- und Geschäftshaus aus dem 17. Jahrhundert                                                                                             | Detmold-Nord Unter der Wehme 13 Karte                                                                     | |                                                                | 3. November 2000                                                             | 578             |
| Fachwerkwohnhaus des 17. Jahrhunderts                                                         | Fachwerkwohnhaus des 17. Jahrhunderts | Detmold-Nord Bruchmauerstraße 18 Karte                                                                    | |                                                                | 21. November 2000                                                            | 579             |
| Doppelwohnhaus von 1927                                                                       | Doppelwohnhaus von 1927 | Detmold-Süd Sedanstraße 7 Karte                                                                           | |                                                                | 21. November 2000                                                            | 580             |
| Wohnhaus, Fassaden und Dachkörper                                                             | Wohnhaus, Fassaden und Dachkörper | Detmold-Nord Wall 9 Karte                                                                                 | |                                                                | 13. Dezember 2000                                                            | 581             |
| Doppelwohnhaus von 1889/90                                                                    | Doppelwohnhaus von 1889/90 | Detmold-Nord Bismarckstraße 7 Karte                                                                       | | 1889                                                           | 28. Dezember 2000                                                            | 582             |
| Wohnhaus von 1901 und Vorgarteneinfriedung                                                    | Wohnhaus von 1901 und Vorgarteneinfriedung | Detmold-Nord Wallgraben 30 Karte                                                                          | |                                                                | 28. Dezember 2000                                                            | 583             |
| Wohnhaus mit Vorgarteneinfriedung                                                             | Wohnhaus mit Vorgarteneinfriedung | Detmold-Süd Bandelstraße 11 Karte                                                                         | |                                                                | 29. Dezember 2000                                                            | 584             |
| Wohnhaus ohne rückwärtigen Anbau                                                              | Wohnhaus ohne rückwärtigen Anbau | Detmold-Süd Moltkestraße 20 Karte                                                                         | |                                                                | 3. April 2001                                                                | 586             |
| Doppelhaus                                                                                    | Doppelhaus | Detmold-Süd Bandelstraße 1 Karte                                                                          | |                                                                | 20. Dezember 2001                                                            | 588             |
| Gewölbebrücke mit Treppenabgang                                                               | Gewölbebrücke mit Treppenabgang | Detmold-Nord Grabbestraße (Brücke) Karte                                                                  | |                                                                | 27. Februar 2002                                                             | 590             |
| Wohnhaus mit Gartentoranlage                                                                  | Wohnhaus mit Gartentoranlage | Detmold-Süd Allee 23 Karte                                                                                | |                                                                | 7. Mai 2002                                                                  | 591             |
| Wohnhaus mit Einfriedung                                                                      | Wohnhaus mit Einfriedung | Detmold-Süd Bandelstraße 2 Karte                                                                          | |                                                                | 28. Juni 2000                                                                | 592             |
| Wohnhaus                                                                                      | Wohnhaus | Detmold-Nord Mühlenstraße 19 Karte                                                                        | |                                                                | 30. Dezember 2002                                                            | 593             |
| Doppelhaus mit Vorgarteneinfriedung                                                           | Doppelhaus mit Vorgarteneinfriedung | Detmold-Nord Wall 11+12 Karte                                                                             | |                                                                | 30. Dezember 2002                                                            | 594             |
| Ehemalige Tischlerfachschule                                                                  | Ehemalige Tischlerfachschule | Detmold-Süd Schubertplatz 12 Karte                                                                        | |                                                                | 12. Juni 2003                                                                | 595             |
| Wohnhaus von 1899                                                                             | Wohnhaus von 1899 | Detmold-Süd Moltkestraße 22 Karte                                                                         | |                                                                | 23. Juli 2001                                                                | 596             |
| Ehemalige Kleinkinderbewahranstalt                                                            | Ehemalige Kleinkinderbewahranstalt | Detmold-Süd Bielefelder Straße 3 Karte                                                                    | |                                                                | 8. Dezember 2003                                                             | 597             |
| Doppelwohnhaus                                                                                | Doppelwohnhaus | Detmold-Süd Moltkestraße 8 Karte                                                                          | |                                                                | 18. Dezember 2003                                                            | 598             |
| weitere Bilder                                                                                | ehemaliges Hotel Kaiserhof | Detmold-Süd Hermannstraße 1 Karte                                                                         | |                                                                | 21. Mai 2004                                                                 | 600             |
| Wohnhaus mit Einfriedung                                                                      | Wohnhaus mit Einfriedung | Detmold-Süd Moltkestraße 16 Karte                                                                         | |                                                                | 24. Mai 2004                                                                 | 601             |
| Wohnhaus einschl. Einfriedung zur Straße                                                      | Wohnhaus einschl. Einfriedung zur Straße | Detmold-Süd Moltkestraße 6 Karte                                                                          | |                                                                | 7. Juni 2004                                                                 | 603             |
| Wohnhaus mit Einfriedung                                                                      | Wohnhaus mit Einfriedung | Detmold-Süd Hermannstraße 23 Karte                                                                        | |                                                                | 9. Juli 2004                                                                 | 604             |
| Wohnhaus mit Einfriedung                                                                      | Wohnhaus mit Einfriedung | Detmold-Süd Sedanstraße 16 Karte                                                                          | |                                                                | 30. September 2004                                                           | 607             |
| Doppelwohnhaus mit Einfriedung                                                                | Doppelwohnhaus mit Einfriedung | Detmold-Süd Moltkestraße 24 Karte                                                                         | |                                                                | 12. Dezember 2004                                                            | 609             |
| Wohnhaus                                                                                      | Wohnhaus | Detmold-Süd Moltkestraße 4 Karte                                                                          | |                                                                | 17. Dezember 2004                                                            | 610             |
| Alter Friedhof, Urnengrabstätte                                                               | Alter Friedhof, Urnengrabstätte | Detmold-Nord Blomberger Straße (Alter Friedhof, Urnengrabstätte) Karte                                    | |                                                                | 7. März 2005                                                                 | 612             |
| straßenseitige Fassade des Wohnhauses                                                         | straßenseitige Fassade des Wohnhauses | Detmold-Süd Hermannstraße 41 Karte                                                                        | |                                                                | 30. Dezember 2005                                                            | 614             |
| Wohnhaus                                                                                      | Wohnhaus | Detmold-Süd Alter Postweg 18 Karte                                                                        | |                                                                | 23. Februar 2006                                                             | 616             |
| weitere Bilder                                                                                | Doppelwohnhaus einschl. der Gartenanlage mit Pavillon und der Einfriedung mit Gartentoren                                                           | Detmold-Süd Rosenstraße 12 Karte                                                                          | |                                                                | 8. Mai 2006                                                                  | 617             |
| Wohnhaus einschl. der seitlichen Einfriedung                                                  | Wohnhaus einschl. der seitlichen Einfriedung | Detmold-Süd Gerichtsstraße 8 Karte                                                                        | |                                                                | 15. Mai 2006                                                                 | 618             |
| Gebäude mit Vorgarteneinfriedung                                                              | Gebäude mit Vorgarteneinfriedung | Detmold-Süd Emilienstraße 12 Karte                                                                        | |                                                                | 12. Juli 2006                                                                | 620             |
| Wohnhaus                                                                                      | Wohnhaus | Detmold-Nord Siegfriedstraße 2 Karte                                                                      | |                                                                | 15. August 2006                                                              | 621             |
| Wohn- und Geschäftshaus                                                                       | Wohn- und Geschäftshaus | Detmold-Nord Paulinenstraße 82 Karte                                                                      | |                                                                | 29. August 2006                                                              | 622             |
| weitere Bilder                                                                                | Wohn- und Geschäftshaus | Detmold-Nord Paulinenstraße 84 Karte                                                                      | | 1894                                                           | 27. November 2006                                                            | 625             |
| Wohnhaus einschließlich des Eisengitters südlich vom Haus                                     | Wohnhaus einschließlich des Eisengitters südlich vom Haus                                                                                           | Detmold-Süd Emilienstraße 9 Karte                                                                         | |                                                                | 12. Dezember 2006                                                            | 626             |
| Wohnhaus einschließlich des straßenseitigen Eisengittertores                                  | Wohnhaus einschließlich des straßenseitigen Eisengittertores                                                                                        | Detmold-Süd Emilienstraße 17 Karte                                                                        | |                                                                | 12. Dezember 2006                                                            | 627             |
| Wohnhaus                                                                                      | Wohnhaus | Detmold-Süd Alter Postweg 12 Karte                                                                        | |                                                                | 7. Februar 2007                                                              | 628             |
| Wohnhaus                                                                                      | Wohnhaus | Detmold-Süd Palaisstraße 31 Karte                                                                         | |                                                                | 12. September 2007                                                           | 630             |
| weitere Bilder                                                                                | Wohnhaus mit der historischen Gartenanlage - ausgenommen die Pflanzungen und Wegeführung - und der Einfriedung                                      | Detmold-Süd Alter Postweg 35 Karte                                                                        | |                                                                | 21. April 2008                                                               | 633             |
| Wohnhaus mit straßenseitiger Einfriedung                                                      | Wohnhaus mit straßenseitiger Einfriedung | Detmold-Süd Palaisstraße 21 Karte                                                                         | |                                                                | 13. Mai 2008                                                                 | 634             |
| Wohnhaus mit straßenseitiger Einfriedung                                                      | Wohnhaus mit straßenseitiger Einfriedung | Detmold-Süd Palaisstraße 23 Karte                                                                         | |                                                                | 14. Mai 2008                                                                 | 635             |
| Wohnhaus mit straßenseitiger Einfriedung                                                      | Wohnhaus mit straßenseitiger Einfriedung | Detmold-Süd Palaisstraße 26 Karte                                                                         | |                                                                | 21. Mai 2008                                                                 | 636             |
| Wohnhaus mit straßenseitiger Einfriedung                                                      | Wohnhaus mit straßenseitiger Einfriedung | Detmold-Süd Palaisstraße 37 Karte                                                                         | |                                                                | 29. Mai 2008                                                                 | 637             |
| Doppelwohnhaus mit Einfriedung                                                                | Doppelwohnhaus mit Einfriedung | Detmold-Nord Altenberndstraße 5+7 Karte                                                                   | |                                                                | 17. Juli 2008                                                                | 638             |
| Wohnhaus mit Einfriedung                                                                      | Wohnhaus mit Einfriedung | Detmold-Süd Palaisstraße 46 Karte                                                                         | |                                                                | 20. August 2008                                                              | 639             |
| Wohnhaus mit straßenseitiger Einfriedung                                                      | Wohnhaus mit straßenseitiger Einfriedung | Detmold-Süd Palaisstraße 25 Karte                                                                         | |                                                                | 27. August 2008                                                              | 640             |
| Entréefenster                                                                                 | Entréefenster | Detmold-Süd Palaisstraße 53 Karte                                                                         | |                                                                | 3. Dezember 2008                                                             | 641             |
| weitere Bilder                                                                                | Wohnhaus einschl. der Stützmauer zur Brahmsstr. | Detmold-Süd Brahmsstraße 11 Karte                                                                         | |                                                                | 9. Dezember 2008                                                             | 642             |
| Wohnhaus und Wirtschaftsgebäude                                                               | Wohnhaus und Wirtschaftsgebäude | Detmold-Nord Woldemarstraße 5 Karte                                                                       | |                                                                | 9. Dezember 2008                                                             | 643             |
| Wohnhaus                                                                                      | Wohnhaus | Detmold-Süd Elisabethstraße 23 Karte                                                                      | |                                                                | 21. Januar 2009                                                              | 644             |
| Wohnhaus                                                                                      | Wohnhaus | Detmold-Süd Kleistweg 3 Karte                                                                             | |                                                                | 22. Januar 2009                                                              | 645             |
| Wohngebäude                                                                                   | Wohngebäude | Detmold-Süd Emilienstraße 26 Karte                                                                        | |                                                                | 5. Mai 2009                                                                  | 647             |
| Wohngebäude einschl. der straßenseitigen Einfriedung                                          | Wohngebäude einschl. der straßenseitigen Einfriedung                                                                                                | Detmold-Süd Emilienstraße 28/28a Karte                                                                    | |                                                                | 11. Mai 2009                                                                 | 648             |
| Wohngebäude                                                                                   | Wohngebäude | Detmold-Süd Benekestraße 4 Karte                                                                          | |                                                                | 18. Mai 2009                                                                 | 649             |
| weitere Bilder                                                                                | Kath. Pfarrkirche Heilig-Kreuz | Detmold-Süd Schubertplatz 10 Karte                                                                        | |                                                                | 28. August 2009                                                              | 650             |
| Wohnhaus                                                                                      | Wohnhaus | Detmold-Süd Elisabethstraße 21 Karte                                                                      | |                                                                | 29. September 2009                                                           | 652             |
| weitere Bilder                                                                                | das Herrenhaus (Fassade und Dachkörper) und der so genannte "Hohe Garten" (Stützmauern und Turmreste mit Grotte) des ehem. Rittergutes Braunenbruch | Detmold-Süd Heidenoldendorfer Straße 51 Karte                                                             | |                                                                | 4. November 2009                                                             | 653             |
| Wohnhaus                                                                                      | Wohnhaus | Detmold-Nord Mühlenstraße 15 Karte                                                                        | |                                                                | 4. November 2009                                                             | 654             |
| Reihenwohnhaus                                                                                | Reihenwohnhaus | Detmold-Nord Wallgraben 14 Karte                                                                          | |                                                                | 14. Januar 2010                                                              | 655             |
| Reihenwohnhaus                                                                                | Reihenwohnhaus | Detmold-Nord Wallgraben 16 Karte                                                                          | |                                                                | 14. Januar 2010                                                              | 656             |
| Reihenwohnhaus                                                                                | Reihenwohnhaus | Detmold-Nord Wallgraben 18 Karte                                                                          | |                                                                | 14. Januar 2010                                                              | 657             |
| Reihenwohnhaus                                                                                | Reihenwohnhaus | Detmold-Nord Wallgraben 22 Karte                                                                          | |                                                                | 14. Januar 2010                                                              | 658             |
| Reihenwohnhaus                                                                                | Reihenwohnhaus | Detmold-Nord Wallgraben 20 Karte                                                                          | |                                                                | 18. Februar 2010                                                             | 659             |
| Straßenfassade und Treppenhausanbau                                                           | Straßenfassade und Treppenhausanbau | Detmold-Nord Seminarstraße 3 Karte                                                                        | |                                                                | 22. Februar 2010                                                             | 660             |
| Wohnhaus mit Tor und Einfriedung                                                              | Wohnhaus mit Tor und Einfriedung | Detmold-Nord Hubertusstraße 6 Karte                                                                       | |                                                                | 23. Februar 2010                                                             | 661             |
| Wohnhaus                                                                                      | Wohnhaus | Detmold-Nord Hubertusstraße 10 Karte                                                                      | |                                                                | 23. Februar 2010                                                             | 662             |
| Wohn- und Geschäftshaus und Werkstattgebäude                                                  | Wohn- und Geschäftshaus und Werkstattgebäude | Detmold-Nord Unter der Wehme 9 Karte                                                                      | |                                                                | 25. Februar 2010                                                             | 663             |
| weitere Bilder                                                                                | Wohnhaus und ehem. Kutscherhaus | Detmold-Süd Kissinger Straße 29 Karte                                                                     | |                                                                | 23. Dezember 2010                                                            | 667             |
| Wohnhaus einschl. straßenseitiger Einfriedung                                                 | Wohnhaus einschl. straßenseitiger Einfriedung | Detmold-Süd Bachstraße 33 Karte                                                                           | |                                                                | 23. Dezember 2010                                                            | 669             |
| Wohnhaus                                                                                      | Wohnhaus | Detmold-Nord Woldemarstraße 60 Karte                                                                      | |                                                                | 2. August 2011                                                               | 670             |
| Wohnhaus                                                                                      | Wohnhaus | Detmold-Nord Lagesche Straße 16 Karte                                                                     | |                                                                | 10. August 2011                                                              | 671             |
| Doppelwohnhaus mit Einfriedung                                                                | Doppelwohnhaus mit Einfriedung | Detmold-Nord Lagesche Straße 18/20 Karte                                                                  | |                                                                | 11. August 2011                                                              | 672             |
| Wallpromenade                                                                                 | Wallpromenade | Detmold-Nord Wallpromenade Karte                                                                          | |                                                                | 3. November 2011                                                             | 673             |
| Wohnhaus mit Einfriedung                                                                      | Wohnhaus mit Einfriedung | Detmold-Nord Woldemarstraße 25 Karte                                                                      | |                                                                | 16. November 2011                                                            | 674             |
| Wohnhaus und ehemaliger Pferdestall                                                           | Wohnhaus und ehemaliger Pferdestall | Detmold-Nord Woldemarstraße 22 Karte                                                                      | |                                                                | 24. November 2011                                                            | 675             |
| Wohnhaus mit Einfriedung                                                                      | Wohnhaus mit Einfriedung | Detmold-Nord Wiesenstraße 16 Karte                                                                        | |                                                                | 24. November 2011                                                            | 676             |
| Wohnhaus mit Einfriedung                                                                      | Wohnhaus mit Einfriedung | Detmold-Nord Lortzingstraße 7 Karte                                                                       | |                                                                | 24. November 2011                                                            | 677             |
| Wohnhaus                                                                                      | Wohnhaus | Detmold-Nord Wiesenstraße 1 Karte                                                                         | |                                                                | 19. Dezember 2011                                                            | 678             |
| Wohnhaus                                                                                      | Wohnhaus | Detmold-Nord Siegfriedstraße 9 Karte                                                                      | | 1926                                                           | 22. Oktober 2012                                                             | 688             |
| weitere Bilder                                                                                | Wohnhaus | Detmold-Nord Siegfriedstraße 32 Karte                                                                     | | 1892                                                           | 20. November 2012                                                            | 689             |
| Wohnhaus mit Einfriedung                                                                      | Wohnhaus mit Einfriedung | Detmold-Süd Kissinger Straße 27 Karte                                                                     | | 1912                                                           | 15. Januar 2015                                                              | 698             |
| weitere Bilder                                                                                | Einfamiliensiedlungshaus | Detmold-Süd Alter Postweg 80 Karte                                                                        | | 1953                                                           | 1. April 2015                                                                | 700             |
| Doppelhaushälfte                                                                              | Doppelhaushälfte | Detmold-Süd Moltkestraße 11 Karte                                                                         | | 1893                                                           | 20. April 2015                                                               | 701             |
| weitere Bilder                                                                                | Hochhaus mit Gewerbebauten, Großgarage und Pflanzbeeteinfassungen                                                                                   | Detmold-Süd Rosenstraße 2–6 Karte                                                                         | | 1969–1976                                                      | 6. März 2017                                                                 | 712             |
| weitere Bilder                                                                                | Wohnhaus mit Einfriedungsmauer | Detmold-Nord Wiesenstraße 7 Karte                                                                         | | 1925                                                           | 12. April 2017                                                               | 715             |
| weitere Bilder                                                                                | Wohn- und Geschäftshaus | Detmold-Nord Lange Straße 2 Karte                                                                         | | 1894                                                           | 22. Februar 2018                                                             | 716             |
| Zweifamilienwohnhaus                                                                          | Zweifamilienwohnhaus | Detmold-Süd Krohnstraße 15 Karte                                                                          | | 1938                                                           | 8. März 2018                                                                 | 717             |
| Pferdestall mit Remise und Wohnräumen                                                         | Pferdestall mit Remise und Wohnräumen | Detmold-Süd Palaisstraße 27a + b Karte                                                                    | | 1900                                                           | 26. Juli 2018                                                                | 718             |
| Wohnhaus                                                                                      | Wohnhaus | Detmold-Süd Krohnstraße 12 Karte                                                                          | | 1949                                                           | 23. August 2018                                                              | 719             |
| weitere Bilder                                                                                | Werkstattgebäude für den Bildhauer Albert Lauermann                                                                                                 | Detmold-Süd Baumstraße 9 Karte                                                                            | Die Stuckfabrik Albert Lauermann war im frühen 20. Jahrhundert der europaweit größte Hersteller von Stuckelementen zur Baugestaltung.                                                                        | 1894                                                           | 13. Dezember 2018                                                            | 721             |
| BW                                                                                            | Türrahmung einschließlich Relief | Detmold-Süd Neustadt 12 Karte                                                                             | |                                                                | 4. Januar 2019                                                               | 722             |
| Kirche mit dem Turm                                                                           | Kirche mit dem Turm | Detmold-Nord Bergstraße 44/46 Karte                                                                       | | 1960                                                           | 11. März 2019                                                                | 723             |
| weitere Bilder                                                                                | Wohnhaus mit Einfriedung | Detmold-Süd Fliederweg 7 Karte                                                                            | | 1922                                                           | 21. März 2019                                                                | 724             |
| Wohnhaus mit Einfriedung                                                                      | Wohnhaus mit Einfriedung | Detmold-Nord Sofienstraße 25 Karte                                                                        | | 1892                                                           | 13. Mai 2019                                                                 | 725             |
| Wohnhaus                                                                                      | Wohnhaus | Detmold-Nord Sachsenstraße 18 Karte                                                                       | | 1908                                                           | 25. Juli 2019                                                                | 726             |
| Mehrfamilienwohnhaus                                                                          | Mehrfamilienwohnhaus | Detmold-Süd Hornsche Straße 65 Karte                                                                      | | 1949                                                           | 7. Oktober 2020                                                              | 727             |
| Wohnhaus mit Einfriedung                                                                      | Wohnhaus mit Einfriedung | Detmold-Süd Benekestraße 14 Karte                                                                         | | 1889                                                           | 24. Mai 2022                                                                 | 732             |
| Wohnhaus                                                                                      | Wohnhaus | Detmold-Süd Fliederweg 6 Karte                                                                            | | 1923                                                           | 9. Dezember 2022                                                             | 735             |
| weitere Bilder                                                                                | Versöhnungskirche mit Gemeindezentrum | Detmold-Süd Martin-Luther-Straße 39 Karte                                                                 | | 1967                                                           | 14. Juni 2024                                                                | 737             |
| weitere Bilder                                                                                | Dreifaltigkeitskirche | Detmold-Nord Wittenberger Weg 4 Karte                                                                     | | 1961                                                           | 14. Juni 2024                                                                | 738             |